# لیدی گاگا
استفانی جوآن انجلینا جرمنوتا (انگلیسی: Stefani Joanne Angelina Germanotta؛ زادهٔ ۲۸ مارس ۱۹۸۶) نام‌دار به لیدی گاگا (Lady Gaga)، خواننده، ترانه‌نویس و بازیگر آمریکایی است. او بابت بازآفرینیِ وجههٔ عمومی و تنوع در رویکرد هنری خود مشهور است و چهرهٔ تأثیرگذاری در موسیقی عامه‌پسند دانسته می‌شود. با فروش تخمینی ۱۲۴ میلیون نسخه از آثارش، گاگا یکی از پرفروش‌ترین هنرمندان موسیقی در تاریخ محسوب می‌شود. نشریاتی مانند بیلبورد و رولینگ استون نام او را در رتبه‌بندی‌های بزرگ‌ترین هنرمندان تاریخ قرار داده‌اند.
گاگا در سال ۲۰۰۷ با اینترسکوپ رکوردز قرارداد بست و سال بعد با آلبوم شهرت و نسخهٔ پخش مجدد آن، هیولای شهرت (۲۰۰۹)، به شهرت جهانی رسید. این پروژه یک دسته تک‌آهنگ موفق شامل «فقط برقص»، «پوکر فیس»، «عاشقانه بد»، «تلفن» و «آلهاندرو» به همراه داشت. دومین آلبوم بلندش، اینگونه زاده شده‌ام (۲۰۱۱)، از عناصر الکترونیک راک و تکنو-پاپ برخوردار بود و در هفتهٔ نخست انتشارش بیش از یک میلیون نسخه فروخت. ترانهٔ «این‌گونه زاده شده‌ام» در کمتر از یک هفته بیش از یک میلیون نسخه در آی‌تیونز استور فروخت. به‌دنبال پخش آلبوم آرت‌پاپ (۲۰۱۳) که متأثر از ئی‌دی‌ام بود، گاگا آلبوم جاز گونه به گونه (۲۰۱۴) به‌همراه تونی بنت، و آلبوم سافت راک جوآن (۲۰۱۶) را منتشر کرد.
گاگا با حضور در مینی‌سریال داستان ترسناک آمریکایی: هتل (۲۰۱۵–۲۰۱۶) و فیلم‌های ستاره‌ای متولد شده است (۲۰۱۸) و خاندان گوچی (۲۰۲۱) مورد تحسین قرار گرفت. مشارکت او در موسیقی متن ستاره‌ای متولد شده است باعث ایجاد تک‌آهنگ موفق «کم‌عمق» شد که برای آن به نخستین زنی تبدیل گردید که طی یک سال موفق به کسب جوایز اسکار، گرمی، بفتا، گلدن گلوب می‌شود. گاگا با آلبوم کروماتیکا (۲۰۲۰) که با تک‌آهنگ «بر من ببار» همراه بود، به سبک دنس-پاپ بازگشت. او یک بار دیگر با تونی بنت در آلبوم عشق برای فروش (۲۰۲۱) کار کرد و با آلبوم میهم (۲۰۲۵) به سبک پاپ اولیه‌اش بازگشت، که شامل تک‌آهنگ پرفروش «با لبخند بمیر» است.
گاگا تنها موسیقی‌دان زنی است که چهار تک‌آهنگش حداقل ۱۰ میلیون نسخه در جهان فروش داشته‌اند. شش آلبوم او به صدر جدول بیلبورد ۲۰۰ راه یافته‌اند. از افتخاراتش می‌توان به ۱۴ جایزهٔ گرمی، ۱۸ جایزهٔ ویدئو موسیقی ام‌تی‌وی، جوایزی از تالار مشاهیر ترانه‌سرایی و شورای طراحان مد آمریکا و عناوین هنرمند سال (۲۰۱۰) و زن سال مجلهٔ بیلبورد اشاره کرد. نام او در چندین رتبه‌بندی قدرت فوربز گنجانده شده و رتبهٔ چهارم برترین زنان در موسیقی (۲۰۱۲) از وی‌اچ‌وان را کسب کرده است. تایم در سال ۲۰۱۰ و ۲۰۱۹ از او به عنوان یکی از ۱۰۰ شخص تأثیرگذار در جهان یاد کرد و نامش را در فهرست ۱۰۰ نماد مد تاریخ قرار داد. فعالیت‌های بشردوستانه و کنشگری او در زمینهٔ آگاهی از سلامت روان و حقوق ال‌جی‌تی‌ای تمرکز دارد. او در سال ۲۰۱۲ بنیاد اینگونه زاده شده‌ام با هدف توانمندسازی جوانان را تأسیس کرد. از مشاغل تجاری گاگا می‌توان به برند لوازم آرایشی گیاهی هاوس لابراتوریز اشاره کرد که در سال ۲۰۱۹ راه‌اندازی شد.

## زندگی و حرفه

### ۱۹۸۶–۲۰۰۵: اوایل زندگی
استفانی جوآن انجلینا جرمنوتا در ۲۸ مارس ۱۹۸۶ در خانواده‌ای کاتولیک از طبقه متوسط روبه‌بالا در منهتن، شهر نیویورک متولد شد. پدر و مادرش هر دو تبار ایتالیایی دارند. مادرش سینتیا لوئیز، نیکوکار و مدیر اجرایی است و پدرش جوزف جرمنوتا، کارآفرین اینترنتی است. گاگا خواهری کوچکتر به نام ناتالی دارد. او در آپر وست ساید منهتن بزرگ شده، و در مصاحبه‌ای گفته که والدینش از طبقهٔ پایین جامعه بودند و برای همه‌چیز سخت تلاش می‌کردند. او از ۱۱ سالگی در مدرسه خصوصی دخترانه کاتولیکی به نام صومعه قلب مقدس شرکت کرد. گاگا خودش را در دبیرستان «بسیار فداکار، بسیار درس‌خوان، بسیار منظم» اما همچنین «کمی  بی‌اعتماد به‌نفس» توصیف کرده است؛ او خودش را شخص مطرودی می‌دانست و به‌خاطر «بسیار عصبانی یا بیش از حد غیرعادی» بودن مورد تمسخر قرار می‌گرفت.
گاگا از چهار سالگی شروع به نواختن پیانو کرد زیرا مادرش اصرار داشت او «یک زن جوان با فرهنگ» شود. او در دوران کودکی خودش پیانو را آموزش می‌دید و تمرین می‌کرد. پدر و مادرش او را ترغیب به فراگرفتن موسیقی می‌کردند و به همین خاطر گاگا را در اردوی هنرهای خلاقانه ثبت نام کردند. گاگا در نوجوانی در کلاب‌های شبانه اجرا می‌کرد. او همچنین در نمایش‌های دبیرستان با نام انسان‌ها و عروسک‌ها و یک اتفاق خنده‌دار در راه ورود به انجمن بازی کرد. گاگا به مدت ده سال فنون بازیگری متد را در مؤسسه تئاتر و فیلم لی استراسبرگ آموخت. او در این مدت برای نقش‌های متعدد بازیگری و تئاتر تست می‌داد ولی در بیشتر آن‌ها رد می‌شد. با این حال در سال ۲۰۰۱ توانست در نقش کوتاه دانش‌آموز دبیرستانی در نهمین فصل از مجموعه تلویزیونی سوپرانوز با عنوان «د تل‌تیل موزی‌دل» بازی کند.
در سال ۲۰۰۳، گاگا خیلی زود در ۱۷ سالگی برای پروژه هنرهای مشارکتی ۲۱ که یک مدرسه موسیقی در مدرسه هنر تیش واقع در دانشگاه نیویورک (NYU) بود پذیرفته شد و در سالن‌های اقامت دانشگاه نیویورک زندگی می‌کرد. گاگا در آنجا موسیقی آموخت و با نوشتن مقالاتی در مورد هنر، مذهب، مسائل اجتماعی و سیاسی از جمله پایان‌نامه‌ای دربارهٔ هنرمندانی مانند اسپنسر تونیک و دیمین هرست، مهارت‌های ترانه‌سرایی خود را بهبود بخشید. در سال ۲۰۰۵، گاگا در ۱۹ سالگی در نیمسال دوم سال دوم از تحصیلش، از دانشگاه انصراف داد تا برای فعالیتش در موسیقی تمرکز کند. در آن سال، او همچنین نقش یک مشتری غذاخوری از همه‌جا بی‌خبر را برای نمایش تلویزیونی واقعیت‌نمای نقاط جوش در شبکهٔ ام‌تی‌وی بازی کرد.
گاگا در سال ۲۰۱۴ گفت که در ۱۹ سالگی زمانی که در حال یادگیری موسیقی بوده، مورد تجاوز جنسی قرار گرفته که بعداً مجبور شد تحت درمان‌های ذهنی و فیزیکی باشد. این حادثه موجب شد گاگا به اختلال اضطراب پس از سانحه دچار شود. او می‌گوید حمایت‌های پزشکان، خانواده و دوستان به او کمک کرده تا بهبود یابد. گاگا در سال ۲۰۲۱ جزئیات بیشتری در مورد این حادثه گفت؛ از جمله «شخصی که به من تجاوز کرد مرا باردار گوشه‌ای رها کرد چون حالت تهوع داشتم و استفراغ می‌کردم. چون مورد سوءاستفاده قرار گرفته بودم. من برای چندین ماه در استودیویی محبوس شده بودم.»

### ۲۰۰۵–۲۰۰۷: آغاز فعالیت حرفه‌ای
در سال ۲۰۰۵، گاگا برای کتابی صوتی همراه با رمان کودکانهٔ به نام پورتال این د پارک دو ترانه با خوانندهٔ هیپ هاپ یعنی ملی مل ضبط کرد. او با چندتا از دوستانش از دانشگاه نیویورک گروهی به نام اس‌جی‌بند تشکیل دادند. آنها در نیویورک برنامه‌های موسیقی برگزار می‌کردند و یکی از گروه‌های ماندگار کلوپ لوئر ایست ساید بودند. پس از اجرا در تالار مشاهیر ترانه‌سرایی در ۲۰۰۶، یک استعدادیاب گاگا را به همکاری با تهیه‌کنندهٔ موسیقی راب فوزاری پیشنهاد کرد. گاگا با او همکاری کرد و به توسعه ترانه‌هایش و ساختن موسیقی جدید کمک کرد. تهیه‌کننده گفت که آن‌ها روابط عاشقانه‌ای را در مهٔ ۲۰۰۶ آغاز کردند و ادعا کرد نخستین کسی بوده که او را «لیدی گاگا» (برگرفته از «رادیو گا گا» اثر کوئین) صدا زده‌است. رابطهٔ عاشقانه آن‌ها تا ژانویه ۲۰۰۷ ادامه داشت.

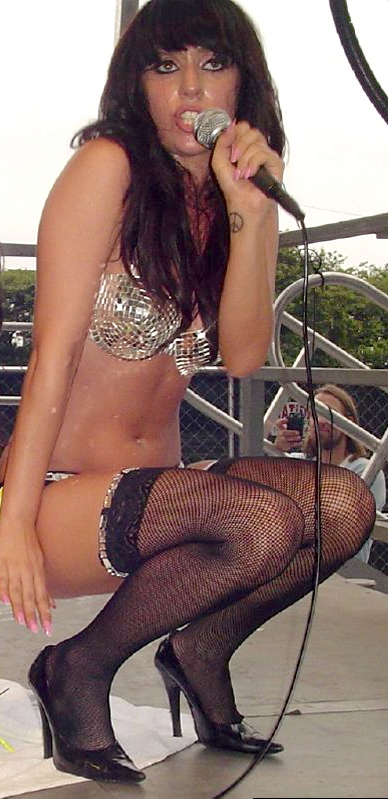
گاگا هنگام اجرا در لولاپالوزا ۲۰۰۷

فوزاری و گاگا برای پیشرفت مسیر شغلی گاگا شرکتی را تأسیس کردند. آن‌ها چندین قطعه الکتروپاپ را ضبط و تهیه کردند و آنها را برای مدیران اجرایی صنعت موسیقی ارسال کردند. رئیس هنرمندان و رپرتوار (A&R) در دف جم رکوردینگز به آنها پاسخ مثبت داد و گاگا در سپتامبر ۲۰۰۶ قراردادی با دف جم بست. سه ماه پس از بستن قرارداد، او از ناشر بیرون آمد و برای کریسمس به خانه خانوادگی خود بازگشت. گاگا اجرا در نمایش‌های نئو-بورلسک را آغاز کرد که از نظرش، این کار متجلی استقلال خودش بود. در طول این مدت، او با هنرمندی به‌نام لیدی استارلایت آشنا شد که به او در قالب شخصیت‌پردازی‌اش بر روی استیج کمک کرد. این دو در مکان‌های کلوپ مرکز شهر مانند مرکوری لنج، د بیتر اند و تالار موسیقی راک‌وود شروع به اجرا کردند. قطعه موسیقی اجرای زنده آن‌ها به‌نام «لیدی گاگا و نمایش ستاره‌ای» و «نمایش نهایی راک شو پاپ بورلسکو» شناخته می‌شد که ادای احترامی به هنرمندان مختلف دههٔ ۱۹۷۰ میلادی بود. آنها همچنین در فستیوال موسیقی لولاپالوزا ۲۰۰۷ اجرا کردند.
گاگا که در ابتدا بر روی موسیقی رقص الکترونیک و آوانگارد تمرکز داشت، به تدریج علاقهٔ خود را به موسیقی راک نشان داد. ترکیب ملودی‌های پاپ و استایل گلم راک موسیقی‌دان انگلیسی دیوید بویی و کوئین را در ترانه‌های خود گنجاند. در طول مدتی که گاگا و استارلایت در حال اجرای نمایش بودند، فوزاری همچنان به ساخت ترانه‌هایی که او خلق کرده بود ادامه داد و آنها را برای وینسنت هربرت، تهیه‌کننده و مدیر اجرایی موسیقی ارسال کرد. در نوامبر ۲۰۰۷، هربرت با گاگا قراردادی در ناشر موسیقی خود با نام استریم‌لاین رکوردز، (نام تجاری اینترسکوپ رکوردز که در همان ماه تأسیس شده بود) بست. گاگا بعداً هربرت را به‌عنوان مردی که او را کشف کرد معرفی کرد. گاگا در طول دورهٔ کارآموزی به عنوان ترانه‌نویس برای انتشارات فیمس میوزیک مشغول به کار بود و بعداً با یک قرارداد از ناشر موسیقی با سونی/ای‌تی‌وی روبرو شد. در نتیجه، او برای نوشتن ترانه‌هایی برای بریتنی اسپیرز، نیو کیدز آن د بلاک، فرگی و پوسی‌کت دالز استخدام شد. در اینترسکوپ، موسیقی‌دان ایکان هنگامی که او آوازی ابتدایی برای یکی از قطعه‌های او در استودیو می‌خواند، تحت تأثیر توانایی‌های خوانندگی‌اش قرار گرفت. ایکان جیمی آیوین، رئیس هیئت مدیره و مدیرعامل اینترسکوپ گفن ای‌اندام رکوردز (یک شرکت برادر برای دف جم) را متقاعد کرد تا با بستن قرارداد گاگا با ناشر خود کان‌لایو، معامله‌ای مشترک را امضا کند.
در اواخر سال ۲۰۰۷، گاگا با آهنگساز و تهیه‌کننده ردوان آشنا شد و با او ملاقات کرد. گاگا به مدت یک هفته در استودیوی ضبط با او در تهیه نخستین آلبوم خود همکاری کرد و قراردادی با چری‌تری رکوردز، (ناشری از اینترسکوپ که توسط تهیه‌کننده و ترانه‌نویس مارتین کیرزنباوم تأسیس شد) بست؛ او همچنین چهار ترانه با مارتین کیرزنباوم نوشت. با وجود اطمینان از معاملهٔ ضبط، او گفت که برخی از ایستگاه‌های رادیویی موسیقی او را بسیار «با نشاط»، «رقص محور» و «زیرزمینی» برای بازار جریان اصلی می‌دانند؛ او پاسخ داد: «اسم من لیدی گاگا است، من برای سال‌ها در صحنه موسیقی بوده‌ام، و به شما می‌گویم، این همان‌چیزی است که پس از آن هم خواهد بود.»

### ۲۰۰۸–۲۰۱۰: دست‌آورد بزرگ با شهرت و هیولای شهرت
در سال ۲۰۰۸، گاگا به لس‌آنجلس نقل مکان کرد تا به‌صورت گسترده‌تر با ناشر موسیقی خود برای تکمیل نخستین آلبوم با نام شهرت همکاری و تیمی هنری به نام هاوس آف گاگا را ایجاد کند. شهرت در ۱۹ اوت ۲۰۰۸ منتشر شد، و در صدر جدول فروش اتریش، کانادا، آلمان، ایرلند، سوئیس و پادشاهی متحده قرار گرفت و همچنین در نامش در میان پنج‌تای برتر جدول استرالیا و ایالات متحده بود. دو تک‌آهنگ نخست آلبوم، «فقط برقص» و «پوکر فیس» ، در ایالات متحده، استرالیا، کانادا و پادشاهی متحده به رتبهٔ یک رسیدند. «پوکر فیس» با فروش ۹٫۸ میلیون نسخه در آن سال، پرفروش‌ترین تک‌آهنگ جهان در سال ۲۰۰۹ بود و توانست با ماندگاری ۸۳ هفته در جدول ترانه‌های دیجیتال مجله بیلبورد، رکورد ماندگارترین تک‌آهنگ را در جدول ترانه‌های دیجیتال به ثبت برساند. سه تک‌آهنگ دیگر، «اه اه (چیز دیگری برای گفتن ندارم)»، «بازی عشق» و «پاپاراتزی» از آلبوم منتشر شدند؛ آخرین تک‌آهنگ در آلمان به رتبهٔ نخست جدول رسید. نسخه‌های ریمیکس‌شده تک‌آهنگ‌های شهرت به جز «اه اه (چیز دیگری برای گفتن ندارم)»، در اوت ۲۰۰۹ در آلبوم هیت‌میکسز قرار گرفتند. در پنجاه و دومین مراسم جایزه گرمی، شهرت و «پوکر فیس» به ترتیب جایزه بهترین آلبوم رقص/الکترونیک و بهترین ضبط رقص را کسب کردند.

گاگا در سال ۲۰۱۰ تور مانستر بال را اجرا کرد. این تور ۲۲۷ میلیون دلار درآمد کسب کرد و به بالاترین درآمد تور کنسرت برای یک هنرمند اصلی تبدیل شد.

در سال ۲۰۰۹، گاگا در کنسرت‌های اروپا و اقیانوسیهٔ تور دال دامینیشن از پوسی‌کت دالز به‌عنوان هنرمند افتتاحیهٔ اجراها حضور داشت، و بعدها در تور فیم بال خودش که از مارس تا سپتامبر ۲۰۰۹ ادامه داشت به اجرا پرداخت. او در طول اجرا برای این تور، هشت ترانه برای هیولای شهرت که نسخهٔ مجدد آلبوم شهرت بود، نوشت. این ترانه‌های جدید در ۱۸ نوامبر ۲۰۰۹ به صورت ئی‌پی منتشر شدند. نخستین تک‌آهنگ آن، «عاشقانه بد»، یک ماه زودتر از ئی‌پی منتشر شد و در کانادا و پادشاهی متحده، در رتبهٔ نخست و ایالات متحده، استرالیا و نیوزیلند در رتبهٔ دوم قرار گرفت. پس از آن «تلفن» به همراه بیانسه به عنوان دومین تک‌آهنگ از ئی‌پی منتشر و به چهارمین رتبهٔ یک گاگا در پادشاهی متحده تبدیل شد. سومین تک‌آهنگ آن «آلهاندرو»، در فنلاند به رتبه نخست رسید و هنگامی که موزیک ویدئوی آن را اتحادیه کاتولیک یک کفرگویی دانست، باعث ایجاد جنجال و حواشی‌هایی شد. هر دو قطعه به پنج‌تای برتر جدول ایالات متحده رسیدند. موزیک ویدئوی «عاشقانه بد» در آوریل ۲۰۱۰ به پربیننده‌ترین ویدئو در یوتیوب تبدیل شد و در اکتبر، گاگا به نخستین شخص با بیش از یک میلیارد بازدید کلی در یوتیوب تبدیل شد. در جوایز ویدئو موسیقی ام‌تی‌وی ۲۰۱۰، او هشت جایزه از ۱۳ نامزدی، از جمله ویدئوی سال برای «عاشقانه بد» را کسب کرد. او برای یک سال دریافت‌کنندهٔ بیشترین نامزدی یک هنرمند بود و نخستین زنی بود که در همان مراسم دو نامزدی در رشتهٔ ویدئوی سال داشت. هیولای شهرت برنده  بهترین آلبوم آواز پاپ و «عاشقانه بد» برنده بهترین اجرای آوازی پاپ زن و بهترین موزیک ویدئو از پنجاه و سومین مراسم جایزه گرمی شدند.
در سال ۲۰۰۹، گاگا ۱۵۰ هفته را در جدول تک‌آهنگ‌های بریتانیا گذراند و یک رکورد به نام خود ثبت کرد و همچنین با فروش ۱۱٫۱ میلیون آثار از طریق دانلود، نام خود را در رکوردهای جهانی گینس ثبت کرد و بیشترین دانلود در یک سال اخیر ایالات متحده با نام خودش بود. شهرت و هیولای شهرت از آن زمان تاکنون بیش از ۱۵ میلیون نسخه در سراسر جهان فروخته‌اند. این موفقیت باعث شد تا گاگا دومین تور کنسرت خود یعنی تور مانستر بال را در سراسر جهان آغاز کند و آلبوم ریمیکس که آخرین ضبط او با چری‌تری رکوردز و از پرفروش‌ترین آلبوم‌های رمیکس در تمام دوران بود را منتشر کند. تور مانستر بال از نوامبر ۲۰۰۹ تا مه ۲۰۱۱ برگزار شد و ۲۲۷٫۴ میلیون دلار درآمد کسب کرد که بالاترین درآمد برای تور کنسرت برای یک هنرمند اصلی بود. کنسرت‌های اجرا شده مدیسن اسکوئر گاردن در شهر نیویورک برای یک ویژه برنامه تلویزیونی اچ‌بی‌او با عنوان لیدی گاگا تور مانستر بال را تقدیم می‌کند: در مدیسن اسکوئر گاردن فیلم‌برداری شد. گاگا همچنین ترانه‌هایی از آلبوم‌های خود را در رویال ورایتی پرفورمنس ۲۰۰۹، پنجاه و دومین مراسم جایزه گرمی و جوایز بریت ۲۰۱۰ اجرا کرد. پیش از مرگ مایکل جکسون، گاگا قرار بود در قسمتی از مجموعه کنسرت‌های جکسون با نام این آخرش است در ورزشگاه او۲ آرنا بریتانیا اجرا داشته‌باشد، اما لغو شد.
در طول این دوران، گاگا به کار تجارت پرداخت و با شرکت الکترونیکی مصرفی مانستر کیبل برای تولید هدفون‌های توگوشی و روکش‌دارشده با جواهر همکاری کرد. او همچنین در ژانویه ۲۰۱۰ با شرکت پولاروید در مقام سرپرست هنری همکاری کرد و همچنین انتشار مجموعه‌ای از محصولات عکس‌برداری به نام گری لیبل را اعلام کرد. همکاری او با تهیه‌کننده موسیقی و دوست‌پسر سابقش راب فوزاری به دادخواستی علیه تیم تولیدی او یعنی مرمید میوزیک ال‌ال‌سی منجر شد. در سال ۲۰۱۰، فوزاری ادعا کرد که حق ۲۰٪ سهم درآمد شرکت را دارد، اما دادگاه عالی نیویورک هم دادخواست فوزاری و هم دادخواست متقابل گاگا را رد کرد. در طول این مدت، گاگا از لحاظ سلامتی به بیماری لوپوس مبتلا شد، اما اعلام کرد که تحت تأثیر علائم بیماری قرار نگرفته و امیدوار است که نوعی سبک زندگی سالم داشته باشد.

### ۲۰۱۱–۲۰۱۴: اینگونه زاده شده‌ام، آرت‌پاپ و گونه به گونه
در فوریه ۲۰۱۱، گاگا «این‌گونه زاده شده‌ام» را به‌عنوان تک‌آهنگ آغازین نخستین آلبوم استودیویی‌اش با همین نام منتشر کرد. این ترانه در عرض پنج روز بیش از یک میلیون نسخه فروخت و رکورد جهانی گینس برای سریع‌ترین فروش تک‌آهنگ را در آی‌تیونز ثبت کرد. این تک‌آهنگ در رتبهٔ نخست ۱۰۰تای داغ بیلبورد آغاز به کار کرد و به ۱۰۰۰مین تک‌آهنگ رتبه یک در تاریخچه این جدول تبدیل شد. دو ماه بعد تک‌آهنگ «یهودا»، و «لبه افتخار» به عنوان سومین تک‌آهنگ آلبوم عرضه شدند. هر دو به ۱۰تای برتر جدول فروش ایالات متحده و پادشاهی متحده رسیدند. موزیک ویدئوی «لبه افتخار»، برخلاف آثار قبلی‌اش، او را در حال فرار از آتش و رقصیدن و قدم زدن در یک خیابان تنها بدون رقص‌آرایی پیچیده و رقصنده‌های پشتیبان به تصویر می‌کشد.

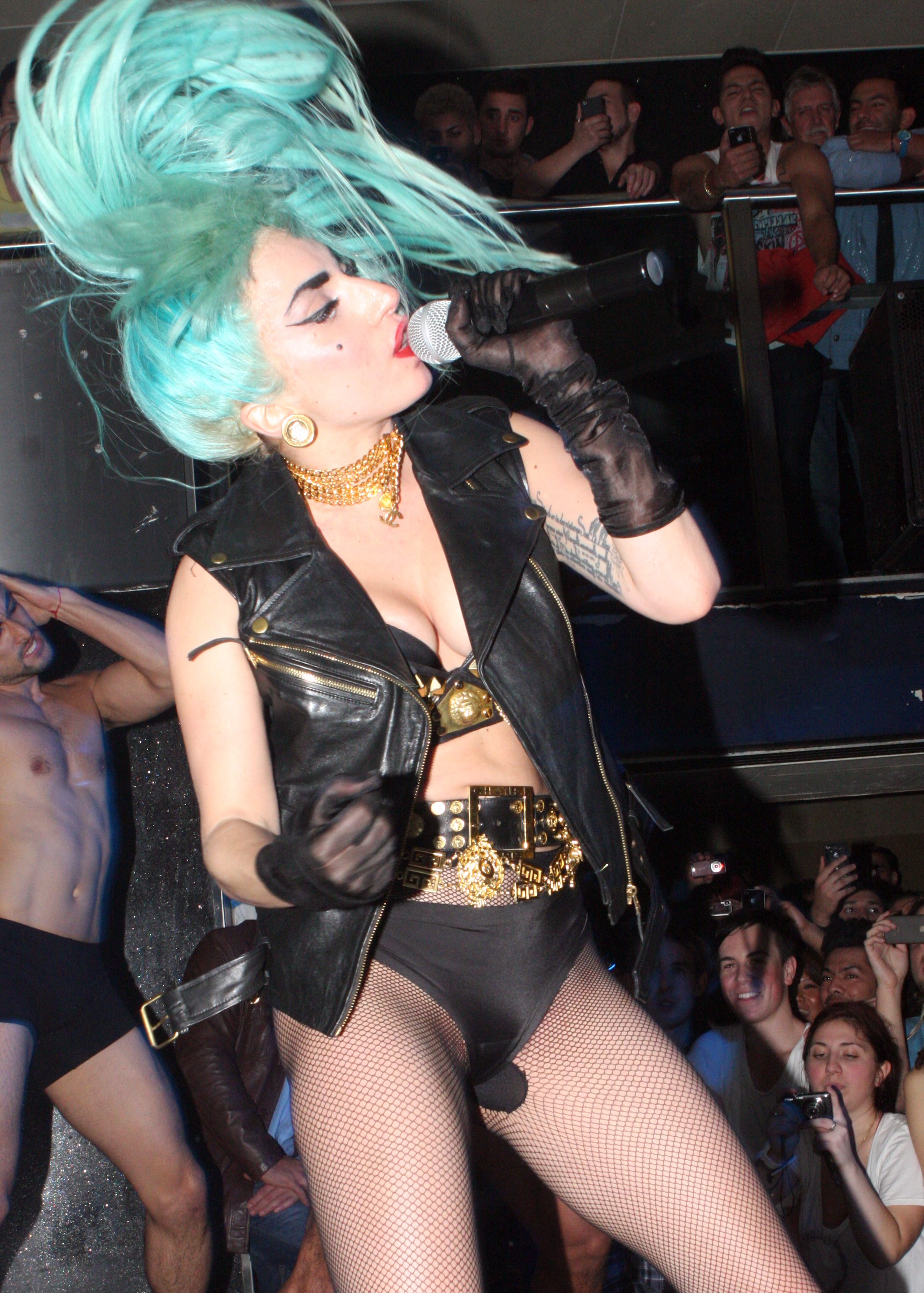
گاگا هنگام اجرای اینگونه زاده شده‌ام در سیدنی، استرالیا

اینگونه زاده شده‌ام در ۲۳ مه ۲۰۱۱ منتشر شد، و با فروش بیش از ۱٫۱ میلیون نسخه در هفته نخست انتشار، در جایگاه اول بیلبورد ۲۰۰ آغاز به کار کرد. این آلبوم هشت میلیون نسخه در سراسر جهان فروخت و نامزد دریافت سه جایزهٔ گرمی، از جمله سومین نامزدی متوالی گاگا برای آلبوم سال شد. رولینگ استون در سال ۲۰۲۰ این آلبوم را در فهرست «۵۰۰ آلبوم برتر تمام اعصار رولینگ استون» قرار داد. اینگونه زاده شده‌ام با انتشار تک‌آهنگ‌های «تو و من» و «ازدواج با شب» تبلیغ شد، که به ترتیب در ایالات متحده به رتبهٔ شش و ۲۹ رسیدند. گاگا در ژوئیه ۲۰۱۱ هنگام فیلمبرداری موزیک ویدئوی «ازدواج با شب»، با بازیگر تیلور کینی آشنا و با او وارد رابطهٔ عاشقانه شد. او همچنین در آوریل ۲۰۱۲ تور بورن دیس وای بال را آغاز کرد که قرار بود در ماه مارس بعد به برگزار شود، اما وقتی که گاگا تاریخ‌های باقی مانده را به دلیل پارگی لابرال در ناحیه ران راست لغو کرد و نیاز به جراحی داشت، تور یک ماه زودتر به پایان رسید. این تور در سراسر جهان ۱۸۳٫۹ میلیون دلار درآمد کسب کرد؛ مبلغ بازپرداخت برای لغو تور ۲۵ میلیون دلار تخمین زده شد.
در سال ۲۰۱۱، گاگا با تونی بنت در نسخه جاز ترانهٔ «بانوی ولگرد» همکاری کرد. همچنین با التون جان در «سلام سلام» برای فیلم بلند نومئو و ژولیت، و با د لنلی آیلند و جاستین تیمبرلیک در «۳ مسیر (قاعده طلایی)» همکاری کرد. او همچنین در آن سال کنسرتی در تالار شهر سیدنی استرالیا برای تبلیغ اینگونه زاده شده‌ام و جشن ۶۵ سالگی بیل کلینتون رئیس‌جمهور سابق ایالات متحده اجرا کرد. در ماه نوامبر، او در ویژه برنامه تلویزیونی شکرگذاری با عنوان ا وری گاگا تنکس‌گیوینگ حضور داشت که ۵٫۷ میلیون بیننده آمریکایی را به خود کشاند و باعث انتشار چهارمین ئی‌پی‌اش یعنی ا وری گاگا هالیدی شد. در سال ۲۰۱۲، گاگا به صورت مهمان در یک نسخه انیمیشنی از خودش در قسمتی از سیمپسون‌ها به نام «لیزا گز گاگا» نقش‌آفرینی کرد، و در فیلم‌های مستند د زن آف بنت و کیتی پری: بخشی از من حضور داشت. او نخستین عطر خود با نام لیدی گاگا فیم و سپس به دنبال آن دومین عطرش با نام او د گاگا را در سال ۲۰۱۴ عرضه کرد. هر دو عطر با مشارکت کوتی اینکورپوریتد عرضه شدند.
گاگا کار بر روی سومین آلبوم استودیویی‌اش آرت‌پاپ را در اوایل ۲۰۱۲ در طول تور بورن دیس وای بال آغاز کرد؛ او ساخت این آلبوم را منعکس‌کردن «یک شب در کلاب» توصیف کرد. در اوت ۲۰۱۳، گاگا تک‌آهنگ آغازین آلبوم، «تشویق» را منتشر کرد، که در مجارستان به رتبه یک، در ایالات متحده به رتبه چهار و در پادشاهی متحده به رتبه پنج رسید. سپس در اکتبر ویدئویی متنی برای قطعه «هاله» از آرت‌پاپ برای همراهی با فیلم ماچته می‌کشد به کارگردانی رابرت رودریگز منتشر شد. او در این فیلم نقش یک آدمکش به نام لا کمیلین را بازی می‌کند. این فیلم با نقدهای منفی منتقدان همراه بود و کمتر از نیمی از بودجهٔ ۳۳ میلیون دلاری خود را به فروش رساند. دومین تک‌آهنگ آرت‌پاپ یعنی «هر کاری می‌خواهی بکن» با حضور خواننده آر. کلی در اواخر همان ماه منتشر شد، و در صدر جدول‌های مجارستان قرار گرفت و به رتبه ۱۳ در ایالات متحده رسید. در سال ۲۰۱۹، گاگا در اتهاماتی که علیه آر. کلی مربوط به سوءاستفاده جنسی از چندین زن وارد شده بود، این ترانه را از همه پلت‌فرم‌های پخش استریم حذف کرد؛ گاگا برای اینکه با او همکاری کرده بود عذرخواهی کرد. آرت‌پاپ در ۶ نوامبر ۲۰۱۳ منتشر شد و با بازخوردهای مختلفی همراه بود. هلن براون از دیلی تلگراف از گاگا برای ساخت آلبوم دیگری در مورد شهرتش انتقاد کرد و به اصالت این اثر تردید داشت، اما آن را «عالی برای رقص» می‌دانست. آلبوم در جایگاه نخست جدول بیلبورد ۲۰۰ ایالات متحده آغاز به کار کرد و تا ژوئیه ۲۰۱۴ بیش از ۲٫۵ میلیون نسخه در سراسر جهان فروخته بود. «جی.یو.وای.» به عنوان سومین تک‌آهنگ از آلبوم در مارس ۲۰۱۴ منتشر شد و در رتبه ۷۶ جدول ایالات متحده قرار گرفت.

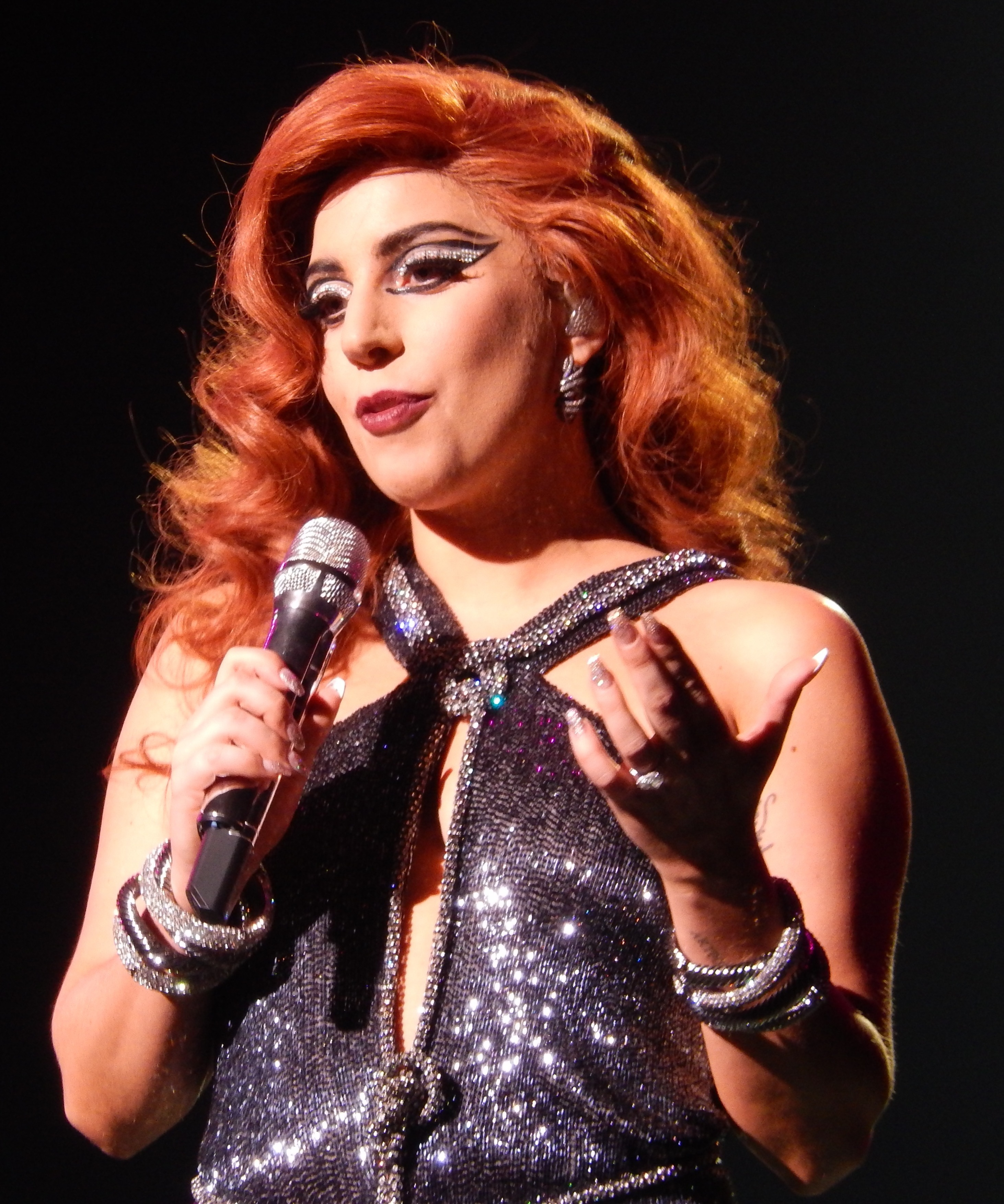
با دوره گونه به گونه، گاگا (که در اینجا در حال اجرای نمایش‌های تور گونه به گونه است) شروع به بازنگری در تصویر عمومی خود کرد.

گاگا در نوامبر ۲۰۱۳ میزبان یک قسمت از پخش زنده شنبه شب بود و ترانه‌های «هر کاری می‌خواهی بکن» (همراه کلی) و «کولی» از آلبوم را اجرا کرد. پس از برگزاری دومین ویژه برنامه تلویزیونی روز شکرگذاری در ای‌بی‌سی با نام لیدی گاگا و ماپت‌ها نمایش دیدنی کریسمس، او اجرای ویژه‌ای از «هر کاری می‌خواهی بکن» را با کریستینا آگیلرا در فصل پنجم نمایش استعدادیابی آمریکایی د ویس اجرا کرد. در مارس ۲۰۱۴، گاگا یک کنسرت اقامتی هفت روزه داشت. دو ماه بعد، او با استفاده از مفاهیمی از رویداد تبلیغاتی آرت‌ریو، شروع به آغاز تور آرت‌ریو: آرت‌پاپ بال کرد. این تور ۸۳ میلیون دلار فروش داشت و محل برگزاری آن شامل شهرهای لغوشده در برنامه سفر تور بورن دیس وی می‌شد. در این مدت، گاگا از مدیر برنامهٔ طولانی‌مدت خود تروی کارتر به دلیل «اختلافات در دیدگاه» جدا شد، و تا ژوئن ۲۰۱۴، مدیر برنامهٔ جدیدی از لیو نیشن انترتینمنت انتخاب کرد. او برای مدت کوتاهی در فیلم شهر گناه: بانویی که به خاطرش می‌کشم به کارگردانی رودریگز نقش‌آفرینی کرد و با کمپینی به نام «لیدی گاگا برای ورساچه» به عنوان سفیر بهار-تابستان ۲۰۱۴ ورساچه منصوب شد.
در سپتامبر ۲۰۱۴، گاگا آلبومی جاز و مشترک با تونی بنت با نام گونه به گونه منتشر کرد. دوستی او با بنت و شیفتگی‌اش به موسیقی جاز از همان دوران کودکی الهام‌بخش این آلبوم بود. قبل از انتشار آلبوم، تک‌آهنگ‌های «هرچیزی که می‌گذرد» و «عزیزم نمی‌توانم چیزی جز عشق به تو بدهم» از آلبوم منتشر شد. گونه به گونه به‌طور کلی بازخوردهای مطلوبی دریافت کرد؛ کارولین سالیوان، روزنامه‌نگار نشریهٔ گاردین آوازهای گاگا را ستود و هوارد رایش از شیکاگو تریبون نوشت «گونه به گونه چیز واقعی را ارائه می‌دهد». این اثر سومین آلبوم رتبهٔ یک پیاپی گاگا در بیلبورد ۲۰۰ بود و و جایزه گرمی بهترین آلبوم آوازی پاپ سنتی را دریافت کرد. این دو با هم ویژه کنسرت تونی بنت و لیدی گاگا: اجرای زنده گونه به گونه را ضبط، و از دسامبر ۲۰۱۴ تا اوت ۲۰۱۵ تور گونه به گونه را آغاز کردند.

### ۲۰۱۵–۲۰۱۷: داستان ترسناک آمریکایی، جوآن و اجرای سوپر بول
در فوریهٔ ۲۰۱۵، گاگا با تیلور کینی نامزدی کرد. پس از بازخوردهای ضد و نقیضی که آرت‌پاپ داشت، گاگا سبک و تصویر عمومی خود را تغییر داد. به گفتهٔ بیلبورد، این تغییر با انتشار گونه به گونه و برای اجرایش در هشتاد و هفتمین دوره جوایز اسکار که در آن‌جا ترکیبی از ترانهٔ فیلم اشک‌ها و لبخندها را خواند، آغاز شد. به گفتهٔ بیلبورد او یکی از بهترین اجراهای خود را داشت و در پلت‌فرم فیس‌بوک با بازخوردهای بسیاری همراه بود. او و داین وارن به‌صورت مشترک ترانهٔ «تا وقتی برایت اتفاق بیفتد» را برای مستند شکارگاه نوشتند، که برایش برندهٔ جایزه ستل‌لایت بهترین ترانه و نامزد دریافت جایزهٔ اسکار در رشتهٔ بهترین ترانه شدند. گاگا در سال ۲۰۱۵ برندهٔ جایزهٔ زن سال بیلبورد و جایزهٔ آیکان معاصر در جوایز سالانهٔ تالار مشاهیر ترانه‌سرایان شد.
گاگا بیشتر اوایل زندگی خود را صرف بازیگری کرده بود و با بازی در داستان ترسناک آمریکایی: هتل به هدف خود رسید. هتل پنجمین فصل از مجموعهٔ وحشت آنتولوژی داستان ترسناک آمریکایی است، که در آن گاگا نقش یک مالک هتل به نام الیزابت را بازی می‌کند. گاگا برای این نقش در این فصل، برندهٔ جایزهٔ گلدن گلوب شد. او در فیلم مد کمپین بهاری ۲۰۱۶ تام فورد حضور داشت و مهمان شمارهٔ ۹۹ مجله مد وی بود. او همچنین جایزهٔ سردبیر سال را در جوایز مد لس آنجلس دریافت کرد.

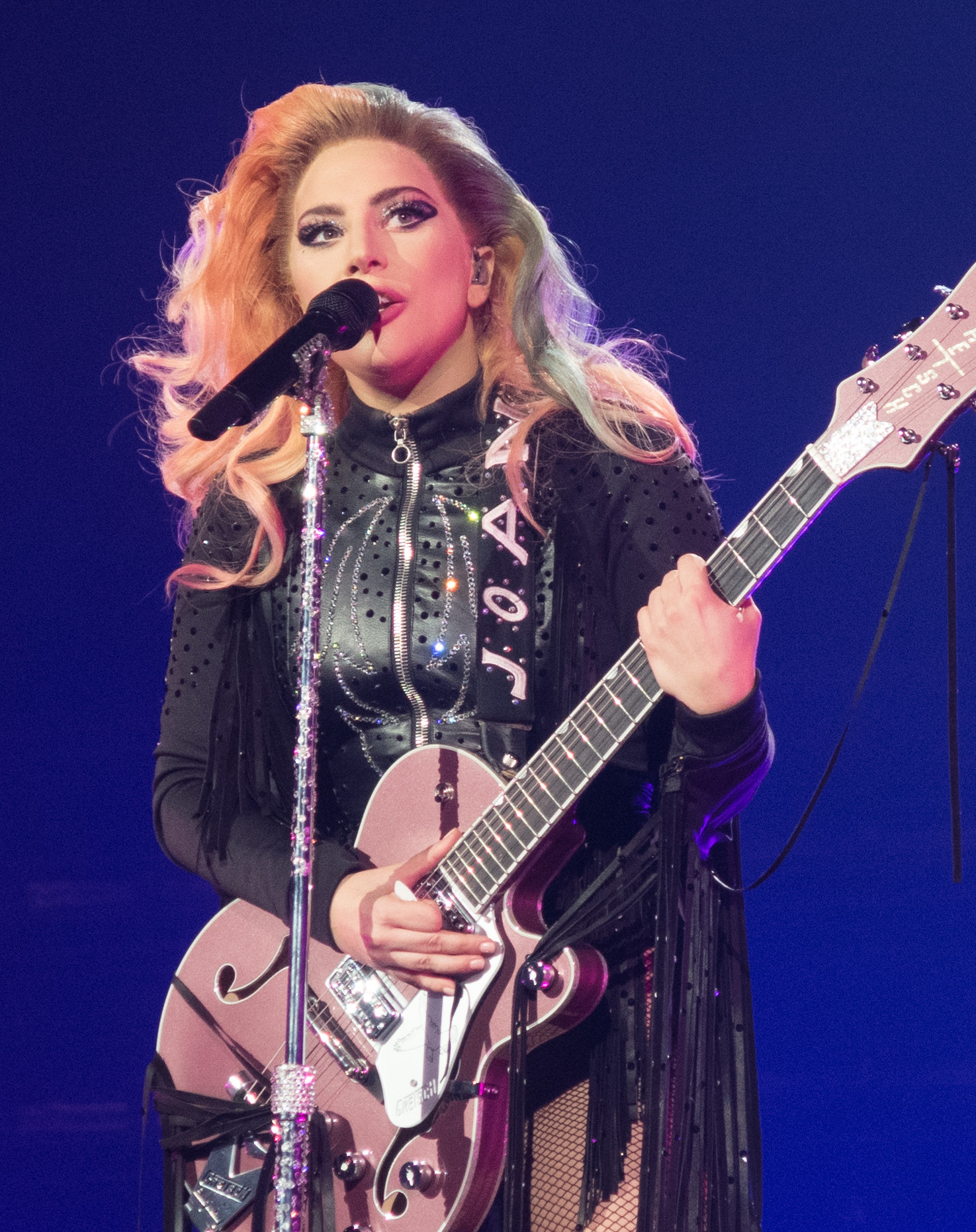
گاگا هنگام اجرا در تور جهانی جوآن در ۲۰۱۷

در فوریهٔ ۲۰۱۶، گاگا سرود ملی ایالات متحده را در سوپر بول ۵۰ اجرا کرد، و برای ادای احترام به دیوید بویی فقید، در پنجاه و هشتمین مراسم جایزه گرمی اجرایی با همکاری اینتل و نیل راجرز داشت. او در هشتاد و هشتمین دوره جوایز اسکار ترانهٔ «تا وقتی برایت اتفاق بیفتد» را اجرا کرد که در آن‌جا توسط جو بایدن معرفی شد و در صحنهٔ اجرا ۵۰ نفر از افرادی که از تجاوز جنسی رنج برده بودند، او را همراهی کردند. او در آوریل همان سال به دریافت جایزهٔ هنرمند در جوایز آموزشی جین اورتنر از موزه گرمی مفتخر شد. این جایزه برای هنرمندانی است که از طریق هنر اشتیاق و فداکاری خود را در جهت آموزش نشان داده‌اند. نامزدی او با تیلور کینی در ژوئیه پایان یافت؛ او بعداً گفت که حرفه‌اش با روابط آن‌ها تداخل داشته‌است.
گاگا در فصل ششم مجموعهٔ داستان ترسناک آمریکایی: رونوک نقش یک جادوگر به نام اسکویک را بازی می‌کند، که از سپتامبر تا نوامبر ۲۰۱۶ ادامه داشت. نقش او در فصل پنجم این مجموعه بر موسیقی پیش روی او تأثیرگذار بود و او را وادار به نمایش «هنر تاریکی» کرد. در سپتامبر ۲۰۱۶، او تک‌آهنگ آغازین «توهم کامل» از پنجمین آلبوم استودیویی‌اش را منتشر کرد که در جایگاه نخست جدول‌های فرانسه قرار گرفت و در ایالات متحده به رتبهٔ ۱۵ رسید. آلبومش جوآن، به‌نام عمهٔ فقید گاگا، که الهام‌بخشی برای موسیقی‌اش بود، نام‌گذاری شد. این آلبوم در ۲۱ اکتبر ۲۰۱۶ منتشر شد و به چهارمین آلبوم گاگا در بیلبورد ۲۰۰ تبدیل شد که به صدر جدول فروش ایالات متحده رسیده و او را به نخستین هنرمند زنی تبدیل کرد که در دههٔ ۲۰۱۰ چهار بار به رتبهٔ نخست جدول ایالات متحده رسیده‌است. دومین تک‌آهنگ آلبوم، «یک میلیون دلیل»، یک ماه پس از آلبوم منتشر شد و به رتبهٔ چهارم جدول ایالات متحده رسید. او بعداً در سال ۲۰۱۸ نسخهٔ پیانوی قطعه «جوآن» از آلبوم را منتشر کرد، که برنده یک جایزهٔ گرمی در رشتهٔ بهترین اجرای پاپ تک‌نفره شد. گاگا برای تبلیغ از آلبوم، تور سه‌روزهٔ دایو بار را آغاز کرد.
گاگا در ۵ فوریهٔ ۲۰۱۷ ترانه‌هایی را در نمایش بین دو نیمه سوپر بول ۵۱ اجرا کرد. در این اجرای مهم صدها هواپیمای بدون سرنشین نورپرداز با اشکال مختلف در آسمان بالای ورزشگاه رلاینت هیوستون شکل گرفت—که نخستین باری است هواپیمای رباتیک در برنامهٔ سوپر بول ظاهر می‌شد. این نمایش در ایالات متحده ۱۱۷٫۵ میلیون بیننده به خود جذب کرد. این اجرا باعث شد ترانه‌های گاگا ۴۱۰٬۰۰۰ دانلود در ایالات متحده افزایش داشته باشد و برای اجرا نامزد دریافت جایزهٔ امی شد. سی‌بی‌اس اسپورتز اجرای او را دومین اجرای برتر در تاریخ نمایش‌های بین دو نیمهٔ سوپر بول انتخاب کرد. در آوریل، گاگا کنسرتی را در جشنواره موسیقی و هنر دره کواچلا اجرا کرد. او همچنین تک‌آهنگ مستقل «درمان» را منتشر کرد که در استرالیا به ۱۰تای برتر جدول فروش رسید. در اوت، گاگا تور جهانی جوآن را آغاز کرد که پس از نمایش بین دو نیمهٔ سوپر بول اعلام شده بود. مراحل ساخت جوآن و آماده‌سازی برای نمایش اجرای بین دو نیمهٔ سوپر بول در مستند گاگا: پنج فوت دو اینچ نمایش داده شد. این مستند در سپتامبر همان سال برای نخستین بار در نتفلیکس به نمایش درآمد. در طول فیلم، او نشان داد که از درد مزمن رنج می‌برد که بعداً مشخص شد اثر یک بیماری مزمن به‌نام فیبرومیالژیا است. در فوریهٔ ۲۰۱۸، این بیماری باعث شد که گاگا ده نمایش آخر تور جهانی جوآن را لغو کند که در نهایت از ۸۴۲۰۰۰ بلیت فروخته‌شده، ۹۵ میلیون دلار کسب درآمد کرد.

### ۲۰۱۸–۲۰۱۹:ستاره‌ای متولد شده‌استو اقامت لاس وگاس
در مارس ۲۰۱۸، گاگا از راهپیمایی کنترل اسلحهٔ راهپیمایی برای زندگی ما در واشینگتن دی.سی. حمایت کرد، و بازخوانی «ترانه تو» از التون جان را برای آلبوم بزرگداشت جان به‌نام نوسازی‌کردن منتشر کرد. در اواخر همان سال، او در نقش یک خواننده کوشا به نام الی در درام موزیکال عاشقانه ستاره‌ای متولد شده‌است به کارگردانی بردلی کوپر، (بازسازی‌شده فیلمی به همین نام در سال ۱۹۳۷) به ایفای نقش پرداخت. این فیلم به رابطهٔ الی با خواننده جکسون مین (با بازی کوپر) می‌پردازد. کوپر پس از دیدن اجرای گاگا در یک جشن برای جمع‌آوری کمک‌های مالی برای سرطان، به او نزدیک شد؛ گاگا که شیفتهٔ کار کوپر بود و او را تحسین می‌کرد، برای به تصویر کشیدن اعتیاد و افسردگی با این پروژه موافقت کرد. ستاره‌ای متولد شده‌است در جشنواره بین‌المللی فیلم ونیز ۲۰۱۸ به نمایش درآمد و در اکتبر همان سال در سراسر جهان اکران شد. نقش‌آفرینی گاگا در فیلم با تحسین گسترده منتقدان همراه بود و پیتر بردشاو از گاردین با بیان «توانایی گاگا در نقش یک فرد عادی، بخشی از نقش‌آفرینی سلبریتی فرازمینی در بالاترین سطح است»، فیلم را «به‌طور جسارت آمیز قابل تماشا» خواند؛ استفانی زاکارک از مجلهٔ تایم به همین نحو «نقش‌آفرینی کوبنده» و بدون داشتن آرایش، کلاه گیس و لباس خاص گاگا را «پرجذبه» خواند. گاگا برای این نقش‌آفرینی نامزد دریافت جایزهٔ بهترین بازیگر از اسکار، گلدن گلوب، انجمن بازیگران و بفتای شد که توانست جایزهٔ بهترین بازیگر زن از هیئت ملی بازبینی فیلم و انتخاب منتقدان را کسب کند.

گاگا در جشنواره بین‌المللی فیلم تورنتو ۲۰۱۸ قبل از افتتاحیهٔ ستاره‌ای متولد شده‌است

گاگا و کوپر به صورت مشترک بسیاری از ترانه‌های موسیقی متن ستاره‌ای متولد شده‌است را نوشتند و تهیه‌اش را بر عهده داشتند و گاگا اصرار داشت آن‌ها در این فیلم به صورت زنده اجرا کنند. تک‌آهنگ آغازین موسیقی متن، «کم‌عمق» که توسط گاگا و کوپر اجرا شده‌است، در ۲۷ سپتامبر ۲۰۱۸ منتشر شد. این تک‌آهنگ در صدر جدول کشورهای مختلف از جمله استرالیا، پادشاهی متحده و ایالات متحده قرار گرفت. موسیقی متن فیلم که شامل ۳۴ قطعه از جمله ۱۹ ترانه است، به‌طور کلی نظرات مثبتی از سوی منتقدان دریافت کرد؛ مارک کندی از واشینگتن پست آن را «یک شگفتی پنج ستاره» و بن بومونت-توماس از گاردین آن را «کلاسیک‌های ناگهانی پر از قدرت احساسی گاگا» توصیف کرد. از لحاظ تجاری، موسیقی متن فیلم در رتبه نخست جدول فروش ایالات متحده آغاز به کار کرد و گاگا را به نخستین هنرمند زن با پنج آلبوم رتبهٔ یک ایالات متحده در دههٔ ۲۰۱۰ تبدیل کرد، و رکوردی که با تیلور سوئیفت به عنوان بیشترین رقم برای هر هنرمند زن در این دهه داشت را شکست؛ این رکورد در سال ۲۰۱۹ توسط سوئیفت به تساوی رسید. علاوه بر این، موسیقی متن در صدر جدول‌های فروش استرالیا، کانادا، ایرلند، نیوزیلند، سوئیس و پادشاهی متحده قرار گرفت. تا ژوئن ۲۰۱۹ بیش از شش میلیون نسخه از موسیقی متن در سراسر جهان فروخته شده بود. این آلبوم برندهٔ چهار جایزه گرمی—بهترین موسیقی متن تلفیقی برای رسانه تصویری، بهترین اجرای پاپ دونفره/گروهی و بهترین ترانه نوشته‌شده برای رسانه تصویری برای «کم‌عمق» و همچنین بهترین اجرای پاپ دونفره برای «دیگه هیچوقت نمی‌خوام عاشق بشم» —و یک جایزه بفتای بهترین موسیقی فیلم شد. «کم‌عمق» برندهٔ جوایز اسکار و گلدن گلوب در رشتهٔ بهترین ترانه شد. همچنین گاگا از سال ۲۰۱۹ عضوی از آکادمی علوم و هنرهای سینما در شاخه‌های بازیگری و موسیقی است.
در اکتبر، گاگا نامزدی خود را با مأمور استعدادیابی کریستین کارینو که اوایل سال ۲۰۱۷ ملاقات کرده بود اعلام کرد. آنها نامزدی‌شان را در فوریه ۲۰۱۹ پایان دادند. گاگا برای اجرای نمایش در هتل و کازینوی مونته کارلو در لاس وگاس، یک قرارداد اقامتی دو ساله به نام لیدی گاگا انیگما بست. این اقامت از دو نوع نماش تشکیل شده‌است: انیگما، که بر روی نمایش‌های سینمایی تمرکز دارد و شامل پرفروش‌ترین‌های او است، و جاز و پیانو، که شامل قطعاتی از کتاب آواز بزرگ آمریکایی و نسخه‌های کاهش‌یافته به محتویات اصلی از ترانه‌های گاگا است. نمایش اقامتی انیگما در دسامبر ۲۰۱۸ و جاز و پیانو در ژانویه ۲۰۱۹ آغاز شدند. گاگا اولین خط لوازم آرایشی وگانیسم خود با نام هاوس لباروچریز را در سپتامبر ۲۰۱۹ به‌طور انحصاری در آمازون راه‌اندازی کرد. این خط شامل ۴۰ محصول از جمله خط چشم مایع، براق‌کننده لب و برچسب ماسک صورت است که در فهرست پرفروش‌ترین رژ لب‌های آمازون به رتبه نخست رسید.

### ۲۰۲۰–اکنون:کروماتیکا،عشق برای فروشوخاندان گوچی
در فوریه ۲۰۲۰، گاگا با کارآفرین مایکل پولانسکی وارد رابطه شد. ششمین آلبوم استودیویی او، کروماتیکا، در ۲۹ مه ۲۰۲۰ منتشر شد که با بازخوردهای مثبتی از سوی منتقدان مواجه گردید. این آلبوم در رتبهٔ نخست جدول فروش ایالات متحده آغاز به کار کرد و به ششمین آلبوم رتبهٔ یک پیاپی گاگا در این کشور تبدیل شد و در بیش از دوازده کشور دیگر از جمله استرالیا، کانادا، فرانسه، ایتالیا و پادشاهی متحده به رتبهٔ نخست جدول رسید. پیش از انتشار، کروماتیکا با دو تک‌آهنگ «عشق احمقانه» در ۲۸ فوریه ۲۰۲۰، و و «بر من ببار» به همراه آریانا گرانده در ۲۲ مه معرفی شد. تک‌آهنگ دومی جایزهٔ گرمی بهترین اجرای پاپ دونفره/گروهی را دریافت کرد و همچنین در رتبهٔ نخست جدول ایالات متحده آغاز به کار کرد و گاگا به سومین شخصی تبدیل شد که تک‌آهنگ‌هایش در سه دههٔ یعنی ۲۰۰۰، ۲۰۱۰ و ۲۰۲۰ در رتبهٔ نخست جدول قرار می‌گیرند. در جوایز ویدئو موسیقی ام‌تی‌وی ۲۰۲۰، او پنج جایزه، از جمله جایزه افتتاحیه تریکان برای هنرمندان موفق در زمینه‌های مختلف صنعت سرگرمی را برنده شد. در سپتامبر ۲۰۲۰، گاگا در کمپین ویدئویی عطر وچی ویوا ولنتینو حضور داشت و یک نسخه بریده از قطعه «سینوس از بالا» از آلبوم کروماتیکا را به همراه گروهی از مدل‌ها آوازخوانی کرد.

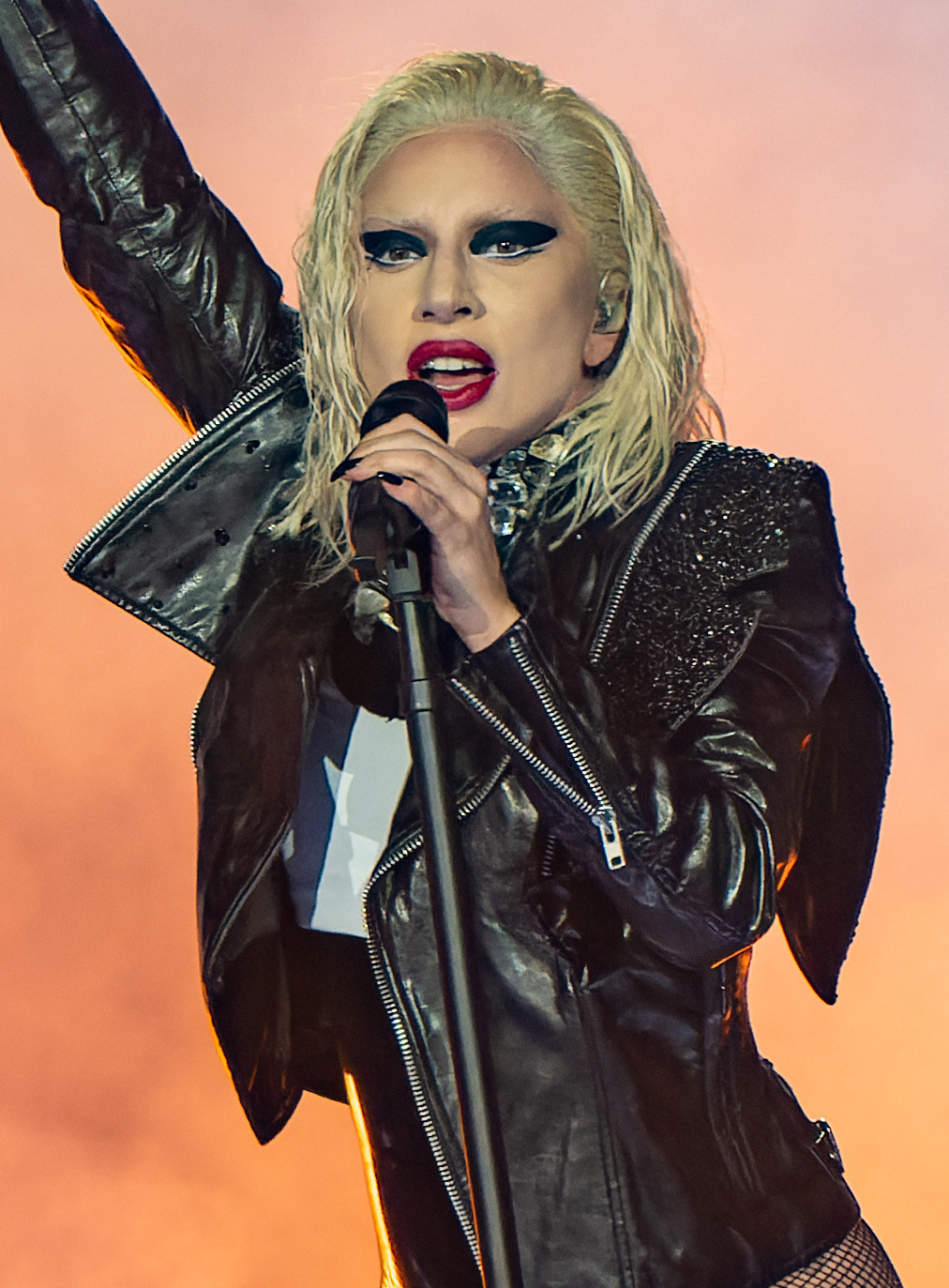
گاگا هنگام اجرا در د کروماتیکا بال در ۲۰۲۲

گاگا در ۲۰ ژانویه ۲۰۲۰ حین تحلیف جو بایدن به عنوان چهل و ششمین رئیس‌جمهور ایالات متحده، سرود ملی ایالات متحده را خواند. در فوریه سال ۲۰۲۱، سگ‌بان گاگا پس از اصابت گلوله‌ای در بیمارستان بستری شد. دو سگ بولداگ فرانسوی او دزدیده شدند و سگ سوم توانست فرار کند و در نهایت توسط پلیس پیدا شدند. گاگا ۵۰۰٬۰۰۰ دلار پاداش برای پیداکردن حیوانات خانگی خود اعلام کرد. بعدها زنی سگ‌ها را به یک مرکز پلیس در لس آنجلس تحویل داد. هر دو سگ هیچ آسیبی ندیده بودند. پلیس گفت به نظر نمی‌رسد زنی که سگ‌ها را تحویل داده‌است در تیراندازی نقش داشته‌باشد، اما در ۲۹ آوریل، آن زن یکی از پنج نفری بود که در ارتباط با تیراندازی و سرقت متهم شدند.
در آوریل ۲۰۲۱، گاگا با برند شامپاین دام پرینجان همکاری کرد و در یکی از تبلیغات نیک نایت ظاهر شد. او در ۳ سپتامبر سومین آلبوم ریمیکس خود به‌نام طلوع کروماتیکا را منتشر کرد. او سپس در ۳۰ سپتامبر دومین آلبوم مشترک خود با تونی بنت به‌نام عشق برای فروش را منتشر کرد. این همکاری نظرات مثبتی از طرف منتقدان دریافت کرد و در شمارهٔ هشت جدول ایالات متحده قرار گرفت. این آلبوم یک جایزهٔ گرمی در رشتهٔ بهترین آلبوم آواز پاپ سنتی برنده شد.
گاگا در ویژه برنامهٔ تلویزیونی فرندز: تجدید دیدار حضور یافت و با لیسا کودرو ترانهٔ «گربه بوگندو» را اجرا کرد. او نقش پاتریتسیا رجانی را در فیلم جنایی خانه گوچی ساختهٔ ریدلی اسکات ایفا کرد. این زن به‌دلیل استخدام قاتل برای قتل همسر سابقش و رئیس سابق خانه مد گوچی، یعنی مائوریزیو گوچی (با بازی آدام درایور) محکوم شد. گاگا برای این نقش یادگرفت که با لهجهٔ ایتالیایی صحبت کند. او همچنین به مدت ۱۸ ماه در قالب شخصیتی خود باقی ماند و نه ماه با لهجهٔ ایتالیایی صحبت می‌کرد. با اینکه فیلم نقدهای ضد و نقیضی دریافت کرد، منتقدان عملکرد «فاقد هیچ‌گونه خطای» گاگا را تحسین کردند. او برای این فیلم نامزد دریافت جوایز مهمی از جمله بفتا و گلدن گلوب بهترین بازیگر زن شد.
گاگا ترانهٔ «دستم را بگیر» را برای فیلم اکشن تاپ گان: ماوریک (۲۰۲۲) ضبط کرد و در کنار هانس زیمر و هارولد فالترمایر از آهنگسازان موسیقی این فیلم بود. او در ژوئیهٔ ۲۰۲۲ تور استادیومی د کروماتیکا بال را برای تبلیغ کروماتیکا برگزار کرد که بیست اجرا داشت و از ۸۳۴٫۰۰۰ بلیت فروخته‌شده، ۱۱۲٫۴ میلیون دلار به دست آورد. او با واکین فینیکس در دنبالهٔ جوکر (۲۰۱۹) تحت عنوان جوکر: جنون دو نفر (۲۰۲۴) به ایفای نقش پرداخت.

## هنرمندی

### تأثیرات
گاگا با گوش دادن به آثار هنرمندانی چون مایکل جکسون، بیتلز، استیوی واندر، کوئین، بروس اسپرینگستین، پینک فلوید، ماریا کری، گریت‌فول دد، لد زپلین، ویتنی هیوستون، التون جان، بلوندی و گاربج، که تمامشان بر موسیقی او تأثیرگذار بودند، بزرگ شد. الهام‌گیری گاگا از خوانندگان دنس پاپ مانند مدونا و مایکل جکسون تا هنرمندان راک مانند دیوید بویی و فردی مرکوری و همچنین الهام از نمایش اندی وارهول و اجراهای خودش در نمایش‌های موسیقایی گوناگون بوده‌است. او را با مدونا مقایسه کرده‌اند که همچنین مدونا گفته خودش را در گاگا منعکس می‌بیند. گاگا گفته که می‌خواهد مانند مدونا انقلابی در موسیقی پاپ ایجاد کند. او همچنین از گروه‌های هوی متال آیرن میدن، بلک سبث و مریلین منسون به عنوان تأثیرگذار بر خود نام برده‌است. او از بیانسه به‌عنوان الهام‌بخش کلیدی برای ادامهٔ فعالیت موسیقی یاد می‌کند.
گاگا علاقه‌مندی به مد را از مادرش الهام گرفته و می‌گوید تأثیر عمده‌ای بر خودش دارد و با موسیقی‌اش تلفیق شده‌است. از لحاظ سبک‌شناسی، گاگا را با لی بووری، ایزابلا بوو، و شر مقایسه کرده‌اند؛ او گفته که در کودکی مجذوب مفهوم مد شر شد و آن را از آن خودش کرد. او دناتلا ورساچه را موز یاد کرده و الکساندر مک‌کوئین، طراح مد بریتانیایی را الهام‌بخش خود می‌داند. ورساچه نیز گاگا را «دناتلای تازه‌نفس» نامید. گاگا همچنین تحت تأثیر پرنسس دایانا قرار گرفته و از دوران کودکی او را تحسین می‌کند.
گاگا دیپاک چوپرا را یک «الهام‌بخش واقعی» یاد کرده‌است. او کتاب قوه ابتکار اشو، رهبر هند را در توییتر نقل کرده‌است و می‌گوید تحت‌تأثیر قرار گرفته‌است.

### سبک و مضامین موسیقی
منتقدان سبک موسیقی و عملکرد گاگا را مورد تجزیه و تحلیل و بررسی دقیق قرار داده‌اند، زیرا او در طول زندگی حرفه ای خود ایده‌ها و تصاویر جدیدی را تجربه کرده‌است. او می‌گوید که بازآفرینی پی در پی که از کودکی به سمتش مجذوب شده‌است، «آزادی‌بخشی» خودش است. صدای گاگا کنترآلتو است و گستره صوتی وکالش از B♭2 تا B5 متفاوت است. او به‌طور منظم سبک آواز خود را تغییر داده و آلبوم اینگونه زاده شده‌ام را «از لحاظ صوتی بسیار بالاتر از آنچه من همیشه توانایی آن را داشته‌ام» توصیف کرده‌است. انترتینمنت ویکلی در جمع‌بندی صدای او نوشت: «یک هوش هیجانی پهناور پشت گونه‌ای که او از صدایش استفاده می‌کند وجود دارد. تقریباً او هرگز ترانه‌ای را با توانایی صوتی خود در هم نمی‌شکند، در عوض تشخیص می‌دهد که این هنرنمایی را به‌جای قدرت ریه، باید در نکات دقیق و ظریف یافت.»
ترانه‌های گاگا از سوی کامیل پالیا در نشریهٔ ساندی تایمز «کم‌عمق» خوانده شده‌اند. اما طبق گفته ایوان ساودی از پاپ‌مترز، او «موفق می‌شود با سرعتی بی دردسر شما را به حرکت و شیار درآورد». گاگا معتقد است که «تمام موسیقی‌های خوب را می‌توان با پیانو نواخت و می‌توانند مانند یک هیت به نظر برسند». سایمون رینولدز در سال ۲۰۱۰ نوشت، «همه چیز در مورد گاگا از الکتروکلش ناشی شد».
ترانه‌های گاگا مفاهیم متنوعی را پوشش داده‌اند؛ شهرت در مورد هوس ستاره شدن بحث می‌کند، اما که دنبالهٔ بعدی یعنی هیولای شهرت جنبه تاریک شهرت را از طریق استعاره‌های هیولا بیان می‌کند. شهرت آلبومی الکتروپاپ و دنس-پاپ از تأثیرات پاپ دههٔ ۱۹۸۰ و یوروپاپ دههٔ ۱۹۹۰ است، اما هیولای شهرت تقلیدنمایی گاگا را بر اساس «ارینا گلم دههٔ هفتاد، دیسکوی جسورانه آبا، برگشت شیرین استیسی کیو» نشان می‌دهد. اینگونه زاده شده‌ام دارای اشعاری به زبان انگلیسی، فرانسوی، آلمانی و اسپانیایی است و دارای مضامین مشترک در ترانه‌سرایی جنجالی گاگا مانند سکس، عشق، دین، پول، مواد مخدر، هویت، آزادی، جنسیت، آزادی و فردگرایی است. این آلبوم به تجربه ژانرهای جدید مانند الکترونیک راک و تکنو می‌پردازد.
مضامین موجود در آرت‌پاپ حول محور دیدگاه‌های شخصی گاگا در مورد شهرت، عشق، جنس، فمینیسم، توانمندسازی خود، غلبه بر اعتیاد و واکنش به نظارت رسانه‌ای است. مجلهٔ بیلبورد آرت‌پاپ را چنین توصیف می‌کند: «به‌طور منسجم موسیقی آراندبی، تکنو، دیسکو و راک را مکاشفه می‌کند». گاگا با آلبوم گونه به گونه ژانر جاز را تجربه کرد. جوآن، با کاوش در ژانرهای کانتری، فانک، پاپ، رقص، راک، موسیقی الکترونیک و فولکلور، تحت تأثیر زندگی شخصی گاگا قرار گرفته‌است. ستاره‌ای متولد شده‌است شامل عناصر بلوز راک، کانتری و بابل‌گام پاپ است. بیلبورد می‌گوید متن ستاره‌ای متولد شده‌است خواستار تغییر، مبارزه، عشق، عاشقانه و پیوند است و موسیقی را «بی‌انتها، احساسی، خشن و جدی توصیف می‌کند. به نظر می‌رسد مانند ترانه‌هایی است که توسط هنرمندانی نوشته شده‌است که کاملاً رک و پوست کنده می‌گویند… اما به قلب شنونده ضربه می‌زنند.» در کروماتیکا، گاگا به سبک اصلی دنس-پاپ خود بازگشت و در مورد مبارزات خود با سلامت روان صحبت می‌کند.

### ویدئوها و استیج

گاگا در حین اجرای «غرق در خون» در سال ۲۰۱۰

موزیک ویدئوهای گاگا با وجود تغییر مداوم لباس و تصاویر بحث‌برانگیز، اغلب به عنوان فیلم کوتاه توصیف می‌شوند. با ویدئوی «تلفن»، گاگا یک رکورد جهانی گینس کسب گرد. به گفته نویسنده کورتیس فوگل، او به بانداج و سادومازوخیسم می‌پردازد و موضوعات رایج فمینیستی را برجسته می‌سازد. موضوعات اصلی موزیک ویدئوهای گاگا در مورد سکس، خشونت و قدرت است. او خود را «کمی فمینیست» خواند و ادعا می‌کند که زنان را «از نظر جنسی توانمند می‌سازد». بیلبورد در سال ۲۰۲۰ با بیان اینکه «نام 'لیدی گاگا' برای همیشه هم‌معنای تغییرپذیر فرهنگ است.»، او را در جایگاه ششم فهرست «۱۰۰ هنرمند برتر موزیک ویدئویی در همه زمان‌ها» قرار داد.
گاگا هنگامی که صحبت از نمایش‌های پیچیده‌اش می‌شود، خودش را کمال‌گرا معرفی می‌کند. اجراهای او به صورت «بسیار سرگرم‌کننده و خلاقانه» توصیف شده‌است؛ اجرای خونریزی‌کننده «پاپاراتزی» گاگا در جوایز ویدئو موسیقی ام‌تی‌وی ۲۰۰۹ توسط ام‌تی‌وی نیوز «چشم‌نواز» توصیف شد. او در حین اجراهای تور مانستر بال، مضامین غوطه‌ورشده با خون را ادامه داد و باعث اعتراضات خانواده گروه‌ها و طرفداران در انگلیس پس از حادثه تیراندازی در کامبریا شد که در آن یک راننده تاکسی ۱۲ نفر را کشت و سپس خودش را. در جوایز ویدئو موسیقی ام‌تی‌وی ۲۰۱۱، گاگا در نقش خود دیگر مرد خودش، به صورت درگ با نام جو کالدرون ظاهر شد و پیش از اجرای ترانه «تو و من»، یک مونولوگ دل‌باخته ارائه داد. لوریان گیبسون که طراح رقص و مدیر هنری گاگا بود، چهار سال برای نمایش‌ها و ویدئوهایش اصول کلی را تهیه کرد. او درنهایت در سال ۲۰۱۴ با دستیارش ریچارد جکسون جایگزین این مقام شد.
در مقاله ای از ربکا شیلر برای بیلبورد در اکتبر ۲۰۱۸، نویسنده ویدئوشناسی گاگا از زمان «فقط برقص» تا زمان انتشار ستاره‌ای متولد شده‌است را ریشه یابی می‌کند. شیلر اشاره کرد که چگونه پس از دورهٔ آرت‌پاپ، رویکرد کاهش‌یافتهٔ گاگا از موسیقی در موزیک ویدئوهای تک‌آهنگ‌های جوآن منعکس شد، به عنوان نمونه از موزیک ویدئو تک‌آهنگ آغازین «توهم کامل» یاد کرد که «هنگام اجرای ترانه در یک مهمانی در کویر، با یک شلوارک کوتاه و یک تی‌شرت، لباس‌های پرجزئیات را [از خود دور کرد]». این کار با نقش‌آفرینی در فیلم و همچنین شخصیت او بر روی صحنه ادامه یافت.

## تصویر عمومی

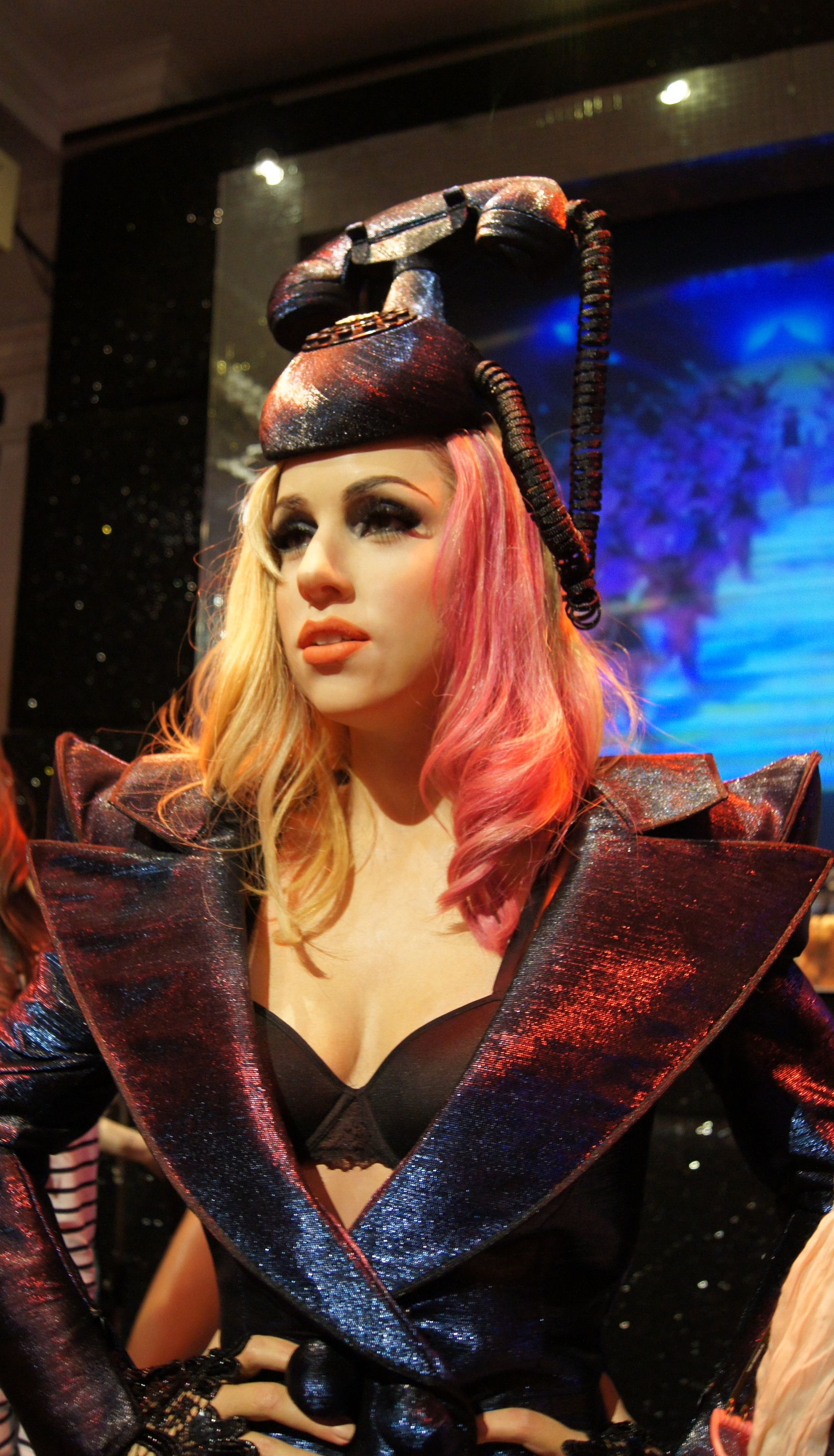
در سال ۲۰۱۰، هشت تندیس مومی گاگا در موزه مادام توسو قرار گرفت.

پذیرش عموم از موسیقی، مد و شخصیت گاگا بازخوردهای مثبت و منفی داشته‌است. ماتیو دفلم، جامعه‌شناس دانشگاه کارولینای جنوبی به دلیل تأثیر او بر فرهنگ مدرن و رسیدن به شهرت جهانی، از اوایل سال ۲۰۱۱ دوره‌ای دانشگاهی با عنوان «لیدی گاگا و جامعه‌شناسی مشاهیر» با هدف حل و فصل کردن «برخی از ابعاد جامعه‌شناسی مربوط به شهرت لیدی گاگا» ارائه داد. هنگامی که گاگا با رئیس‌جمهور وقت ایالات متحده باراک اوباما در یک جمع‌آوری کمک مالی برای کمپین حقوق بشر ملاقات کرد، یک کفش با پاشنه ۱۶ اینچی پوشیده بود و او را به بلندترین زن اتاق تبدیل کرده بود. او تعامل با اوباما را «اضطراب‌آور» دانست. هنگامی که در سال ۲۰۰۹ باربارا والترز برای ویژه برنامهٔ سالانهٔ ۱۰ نفر از جذاب‌ترین افراد ای‌بی‌سی نیوز با او مصاحبه کرد، گاگا این ادعا را که او یک بیناجنس و افسانه محلی است را رد کرد. او در پاسخ به سؤالی در مورد این موضوع، گفت که به آندروجینی علاقه دارد. در مقاله‌ای از ساندی تایمز در سال ۲۰۱۰، کامیل پاگلیا گاگا را «بیشتر یک سارق هویت است تا یک تابوشکن وابسته به عشق شهوانی… ادعا می‌کند برای افراد فریبنده، سرکش و بی‌خانمان آواز می‌خواند وقتی که او هیچ‌یک از آنها نیست» توصیف کرد.
پذیرش مد عجیب و غریب گاگا نیز به عنوان یک جنبهٔ مهم در شخصیت او نقش داشته‌است. در اوایل آغاز کار، برخی مد او را با کریستینا آگیلرا مقایسه کردند. در سال ۲۰۱۱، ۱۲۱ زن در مراسم اهدای جوایز گرمی با لباسی مانند لباس‌های گاگا جمع شدند و رکورد جهانی گینس برای بزرگ‌ترین گردهمایی تقلیدکنندگان لیدی گاگا در سال ۲۰۱۱ ثبت شد. گلوبال لنگویج مانیتور واژهٔ «لیدی گاگا» به همراه علامت تجارتی «نو پانتس» را به عنوان برترین کلید واژه مد نامگذاری کرد. انترتینمنت ویکلی لباس‌های او را در فهرست «بهترین‌های» پایان دهه قرار داد و گفت که او «هنر اجرا را وارد جریان اصلی کرده‌است».

## تأثیر

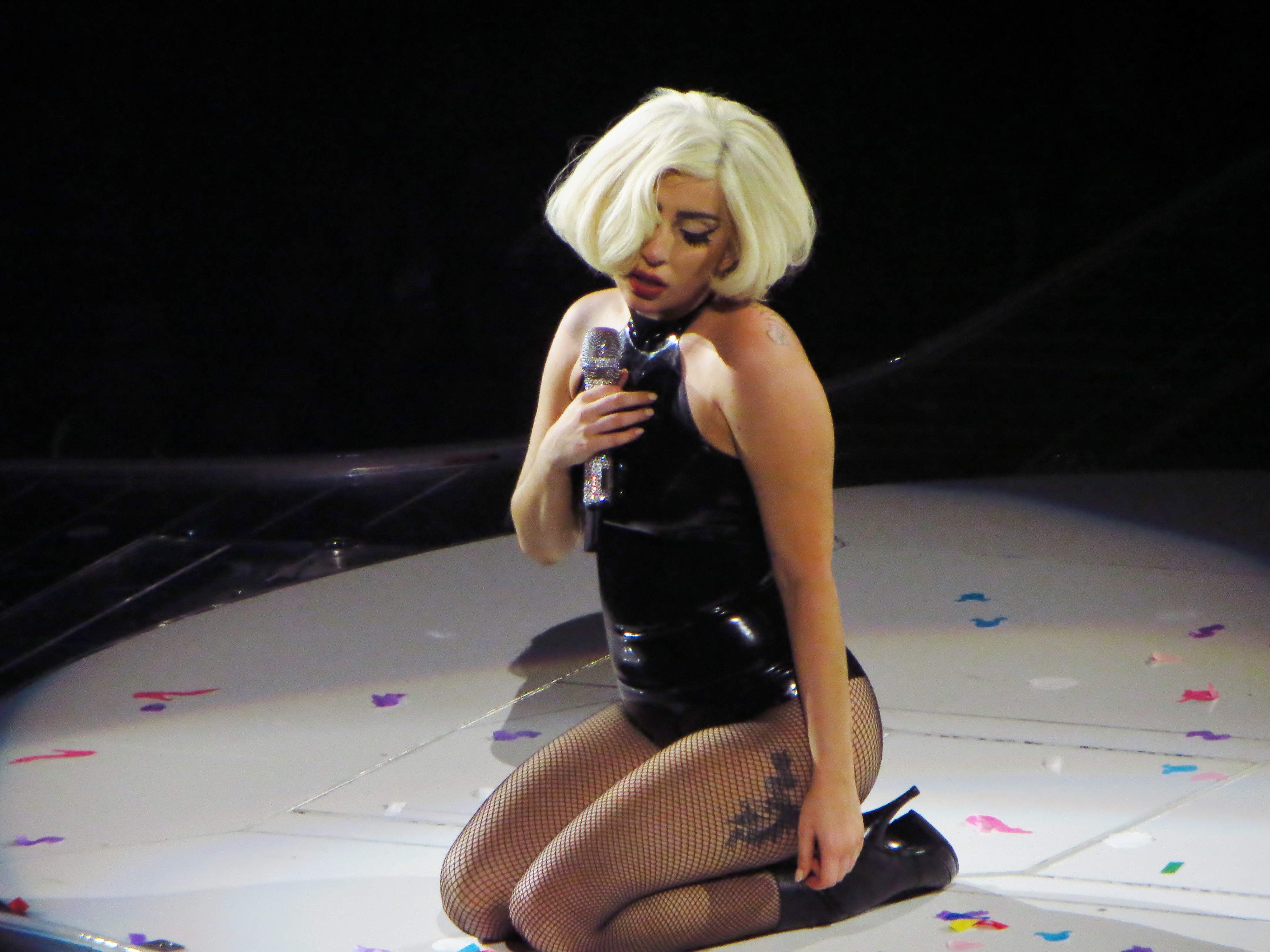
گاگا هنگام اجرا در تور آرت‌ریو: آرت‌پاپ بال در ۲۰۱۴

گاگا براساس معیارهای فروش آثار و جایگاهش در شبکه‌های اجتماعی، در رتبه‌بندی سال ۲۰۱۱ مجله رولینگ استون «ملکه پاپ» لقب گرفت. در سال ۲۰۱۲، او مقام چهارم بزرگ‌ترین زنان موسیقی وی‌اچ‌وان را کسب کرد و به شخصیت نمایشنامهٔ د اولویتد تبدیل شد. همچنین ۱۵۰ سالگی موزه ملی ورشو با عنوان از فرعون گرفته تا لیدی گاگا جشن گرفته شد.
گاگا معمولاً به عنوان پیش‌گامی برای استفاده از جنجال برای جلب توجه به موضوعات مختلف شناخته می‌شود. طبق گفته فرانکی گرادون از روزنامه ایندیپندنت، گاگا «که یک لباس گوشتی پوشید تا احساسات خود را نسبت به سیاست «نپرس، نگو» ارتش ایالات متحده برجسته کند». آلبوم شهرت در سال ۲۰۱۳ از سوی رولینگ استون به عنوان یکی از ۱۰۰تا از عالی‌ترین آلبوم‌های شروع به کار یک هنرمند در تاریخ انتخاب شد. گاگا به‌عنوان یکی از هنرمندانی شناخته می‌شود که در اواخر دهه ۲۰۰۰ و اوایل دهه ۲۰۱۰ میلادی سبک سینث‌پاپ را رواج دادند. همچنین اسکات هاردی، مدیر عامل پولاروید، گاگا را به دلیل الهام بخشیدن به طرفداران و تعامل نزدیکش با آنها در شبکه‌های اجتماعی تحسین کرد.
طبق گفته کلیفا سانا از نیویورکر گاگا «به‌عنوان یک پروژه هنری در حال تکامل، دنباله‌ای برای ستاره‌های سرسخت پاپ بود.» راب شفیلد از مجله رولینگ استون، که اینگونه زاده شده‌ام را یکی از ۵۰ آلبوم برتر زن در تمام دوران انتخاب کرده، گاگا را «به سختی می‌توان جهانی را به یاد آورد که گاگا در آن وجود نداشته باشد، گرچه کاملاً مطمئن هستیم که خسته کننده‌تر بود.» توصیف کرد. در سال ۲۰۱۵، مجله تایم گاگا را «عصر کنونی موسیقی پاپ را به صورت چشم‌انداز خیره‌کننده خلق کرد.» توصیف کرده است. کارهای گاگا الهام‌بخش هنرمندان بسیاری از جمله مایلی سایرس، نیکی میناژ، الی گولدینگ، هالزی، جنیفر لوپز، نیک جوناس، سم اسمیت، نوآ سایرس، کاترین لانگفورد، ام‌جی‌ام‌تی، الی ایکس، گریسون چنس، تیلور سوئیفت، کاردی بی، رینا ساوایاما، و بلک‌پینک بوده است.
سرده جدیدی از سرخس‌ها به نام گاگا و سه گونهٔ G. germanotta, G. monstraparva و Kaikaia gaga در گرامیداشتِ او نام‌گذاری شده‌اند. نام monstraparva اشاره‌ای به طرفداران گاگا است که با نام لیتل مانسترز شناخته می‌شوند؛ همچنین نماد طرفداران او، دست گشودهٔ معروف به «پنجهٔ هیولا» است، که به برگ سرخس جوان قبل از باز شدن شباهت دارد. گاگا همچنین نام یک پستاندار منقرض شده با نام علمی Gagadon minimonstrum, و یک زنبور انگلی با نام Aleiodes gaga است که به‌خاطر او نام‌گذاری شده‌اند.

## دست‌آوردها

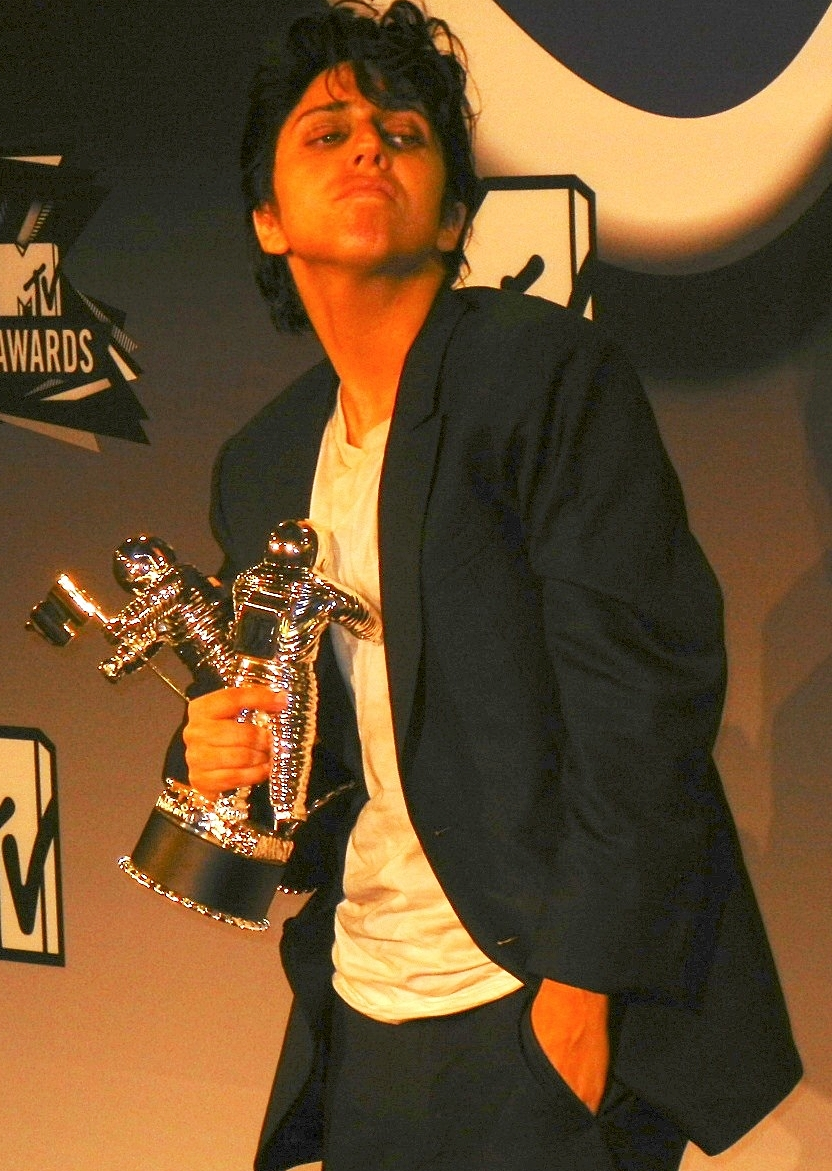
لیدی گاگا در مراسم جایزه ویدئو موسیقی ام تی وی سال ۲۰۱۱.

گاگا ۱۳ جایزه گرمی، یک جایزه اسکار، یک جایزه بفتا، سه جایزه بریت، دو جایزه گلدن گلوب، هجده جایزه ویدئو موسیقی ام‌تی‌وی، رکوردهای مختلف گینس و جایزه آیکان معاصر تالار مشاهیر ترانه‌سرایی را از آن خود کرده‌است. او جایزه هنرمند جوان را از جوایز هنرهای ملی دریافت کرد؛ این جایزه از افرادی که در اوایل حرفهٔ خود موفقیت و رهبری را نشان داده‌اند، تقدیر می‌کند. او همچنین برنده جایزه هنرمند جین اورتنر از موزه گرمی شد. گاگا همچنین توسط شورای طراحان مد آمریکا (CFDA) با جایزه آیکان مد به رسمیت شناخته شد، و در سال ۲۰۱۶ به عنوان فینالیست شخص سال مجله ادوکیت معرفی شد. در سال ۲۰۱۸، او بابت مشارکت در موسیقی متن فیلم ستاره‌ای متولد شده‌است، به نخستین زن برنده جایزه اسکار، جایزه گرمی، جایزه بفتا و جایزه گلدن گلوب در یک سال تبدیل شد.
گاگا با برآورد فروش ۱۲۴ میلیون آثار خود تا سال ۲۰۱۴، یکی از پرفروش‌ترین هنرمندان موسیقی جهان است، و برخی از پرفروش‌ترین تک‌آهنگ‌های همه‌زمان‌ها را به وجود آورده‌است. گاگا بیش از ۵۱۲٫۳ میلیون دلار درآمد از تورهای کنسرت و نمایش‌های اقامتی خود کسب کرده‌است و طبق گزارش بیلبورد، او به پنجمین هنرمند زنی تبدیل شده‌است که از نیم میلیارد دلار درآمد عبور کرده‌است. گاگا به‌طور متوالی در فهرست هنرمندان سال مجله بیلبورد ظاهر شده‌است، (رتبهٔ اول فهرست در سال ۲۰۱۰) و در رتبه یازدهم جدول برترین هنرمندان دهه ۲۰۱۰ قرار گرفت. او که در سال ۲۰۱۵ به عنوان زن سال شناخته شد، با ۸۴ میلیون فروش بر طبق گواهی، طبق گفته انجمن صنعت ضبط موسیقی ایالات متحده آمریکا (RIAA) هشتمین هنرمند برتر در زمینهٔ تک‌آهنگ دیجیتال در ایالات متحده است. او نخستین هنرمند زنی است که گواهی‌نامه الماس دیجیتالی را از RIAA دریافت کرده و یکی از سه هنرمندی است که ترانه‌هایشان («داستان عاشقانه بد» و «پوکر فیس») حداقل گواهی‌نامه الماس دریافت کرده‌اند، همچنین او نخستین و تنها هنرمندی است که دو ترانه‌اش («پوکر فیس» و «فقط برقص») بیش از هفت میلیون بار دانلود شده‌است.

## آلبوم‌شناسی
| آلبوم‌های استودیویی تکی - شهرت (۲۰۰۸) (پخش مجدد در ۲۰۰۹ با عنوان هیولای شهرت) - اینگونه زاده شده‌ام (۲۰۱۱) - آرت‌پاپ (۲۰۱۳) - جوآن (۲۰۱۶) - کروماتیکا (۲۰۲۰) - مِیهِم (۲۰۲۵) | آلبوم‌های استودیویی مشارکتی - گونه به گونه (با تونی بنت) (۲۰۱۴) - عشق برای فروش (با تونی بنت) (۲۰۲۱) آلبوم‌های موسیقی متن - ستاره‌ای متولد شده است (با بردلی کوپر) (۲۰۱۸) - تاپ گان: ماوریک (با لورن بالفه، هارولد فالترمایر و هانس زیمر) (۲۰۲۲) - هارلی‌کوین (۲۰۲۴) - جوکر: جنون مشترک (با واکین فینیکس) (۲۰۲۴) |

## تورها و کنسرت‌های اقامتی
کنسرت‌های اصلی
- تور فیم بال (۲۰۰۹)
- تور مانستر بال (۲۰۰۹–۲۰۱۱)
- بورن دیس وای بال (۲۰۱۲–۲۰۱۳)
- آرت‌ریو: آرت‌پاپ بال (۲۰۱۴)
- تور جهانی جوآن (۲۰۱۷–۲۰۱۸)
- کروماتیکا بال (۲۰۲۲)

کنسرت‌های مشترک
- تور گونه به گونه (همراه تونی بنت) (۲۰۱۴–۲۰۱۵)

کنسرت‌های تبلیغاتی
- آرت‌ریو (۲۰۱۳)
- تور دایو بار (۲۰۱۶)

کنسرت‌های اقامتی
- اجرای زنده لیدی گاگا در سالن رقص بال‌روم (۲۰۱۴)
- لیدی گاگا انیگما + جز و پیانو (۲۰۱۸–۲۰۲۴)

## فیلم‌شناسی
فیلم
- ماچته می‌کشد (۲۰۱۳)
- شهر گناه: بانویی که به خاطرش می‌کشم (۲۰۱۴)
- ستاره‌ای متولد شده‌است (۲۰۱۸)
- خاندان گوچی (۲۰۲۱)
- جوکر: جنون مشترک (۲۰۲۴)

تلویزیون
- داستان ترسناک آمریکایی: هتل (۲۰۱۵–۲۰۱۶)
- داستان ترسناک آمریکایی: رونوک (۲۰۱۶)

### یادکردها
1. ↑  Birth details:
  - "Artists: Lady Gaga". NME. Archived from the original on October 1, 2017. Retrieved September 19, 2017.
  - Spedding, Emma (March 28, 2013). "It's Lady Gaga's 27th Birthday! We Celebrate With Her 10 Style Highlights Of The Year". Grazia. Archived from the original on April 2, 2013.
2. ↑  Family background details:
  - Graves-Fitzsimmons, Guthrie (February 5, 2017). "The provocative faith of Lady Gaga". The Washington Post. Archived from the original on February 6, 2017. Retrieved October 27, 2017.
  - Pierce, Kathleen (May 14, 2011). "Just call him pop culture's sleuth". The Boston Globe. Archived from the original on January 16, 2017. Retrieved April 23, 2014.
  - Kaufman, Gil (January 26, 2012). "Lady Gaga Opens Italian Restaurant With Her Dad". MTV News. Archived from the original on October 29, 2017. Retrieved October 29, 2017.
  - "Lady Gaga". Elle. December 1, 2009. Archived from the original on December 4, 2018. Retrieved December 3, 2018.
3. ↑  "Lady Gaga's Universe: Mom Cynthia Germanotta". Rolling Stone. May 25, 2011. Archived from the original on April 25, 2014. Retrieved March 25, 2014.
4. ↑  Harman, Justine (September 20, 2011). "Lady Gaga's Little Sister: I Support the Spectacle". People. Archived from the original on November 23, 2016. Retrieved June 6, 2016.
5. ↑  Reszutek, Dana (March 28, 2017). "Uptown to downtown, see Lady Gaga's New York". AM New York. Archived from the original on October 28, 2017. Retrieved October 27, 2017.
6. ↑  Barber, Lynn (December 6, 2009). "Shady lady: The truth about pop's Lady Gaga". The Times. Archived from the original on October 28, 2017. Retrieved October 27, 2017.
7. 1 2  Sturges, Fiona (May 16, 2009). "Lady Gaga: How the world went crazy for the new queen of pop". The Independent. Archived from the original on May 19, 2009. Retrieved May 26, 2009.
8. ↑  Tracy 2013, p. 202.
9. ↑  Johnson 2012, p. 20.
10. ↑  Johnson 2012, p. 26.
11. 1 2 3  Grigoriadis, Vanessa (March 28, 2010). "Growing Up Gaga". New York. Archived from the original on April 1, 2010. Retrieved March 29, 2010.
12. ↑  Manelis, Michele (October 12, 2015). "LSTFI Alum Lady Gaga taps into The Lee Strasberg Method". Lee Strasberg Theatre and Film Institute. Archived from the original on January 27, 2016. Retrieved January 7, 2016.
13. ↑  Morgan 2010, p. 27.
14. ↑  Blauvelt, Christian (October 11, 2010). "Lady Gaga fans discover her pre-fame 'Sopranos' cameo". Entertainment Weekly. Archived from the original on November 8, 2015. Retrieved November 22, 2017.
15. ↑  Florino, Rick (January 30, 2009). "Interview: Lady GaGa". Artistdirect. Archived from the original on July 1, 2017. Retrieved August 7, 2017.
16. ↑  "Lady Gaga Bio". ladygaga.com. Archived from the original on June 6, 2010. Retrieved August 7, 2017.
17. 1 2  Harris, Chris (June 9, 2008). "Lady GaGa Brings Her Artistic Vision Of Pop Music To New Album". MTV News. Archived from the original on September 11, 2014. Retrieved May 7, 2009.
18. ↑  Kos, Saimon (August 10, 2009). "'Boiling Points' Actress And Producer Talk About Pulling Prank On Not-Yet-Famous Lady Gaga". MTV News. Archived from the original on October 27, 2017. Retrieved October 27, 2017.
19. ↑  Bakare, Larney (December 2, 2014). "Lady Gaga reveals she was raped at 19". The Guardian. Archived from the original on December 19, 2014. Retrieved December 19, 2014.
20. ↑  "Lady Gaga says she has PTSD after being raped at 19". BBC News. December 5, 2016. Archived from the original on December 8, 2016. Retrieved December 10, 2016.
21. ↑  Rice, Nicholas (May 21, 2021). "Lady Gaga Opens Up About Past Sexual Assault, Says She Became Pregnant After Being Raped at 19". People. Archived from the original on May 21, 2021. Retrieved May 21, 2021.
22. ↑  Musto, Michael (January 19, 2010). "Lady Gaga Did a Children's Book In 2007!". The Village Voice. Archived from the original on November 5, 2015. Retrieved January 19, 2010.
23. ↑  Morgan 2010, p. 31.
24. ↑  Kaufman, Gil (March 19, 2010). "Lady Gaga/ Rob Fusari Lawsuit: A Closer Look". MTV News. Archived from the original on October 3, 2014. Retrieved October 8, 2013.
25. ↑  Morgan 2010, p. 36.
26. 1 2  "Lady Gaga Sued By Producer Rob Fusari". Billboard. March 18, 2010. Archived from the original on September 15, 2013. Retrieved October 8, 2013.
27. ↑  Hiatt, Brian (May 30, 2009). "The Rise of Lady Gaga". Rolling Stone. Vol. 1080, no. 43. New York. ISSN 0035-791X.
28. ↑  Resende, Sasha (December 9, 2009). "Lady Gaga unleashes an electro-pop 'Monster'". The Michigan Daily. Archived from the original on October 24, 2014. Retrieved June 27, 2014.
29. ↑  Morgan 2010, p. 45.
30. 1 2 3  Birchmeier, Jason (April 20, 2008). "Lady Gaga". AllMusic. Archived from the original on October 21, 2010. Retrieved January 3, 2010.
31. ↑  Carlton, Andrew (February 16, 2010). "Lady Gaga: 'I've always been famous, you just didn't know it'". The Daily Telegraph. Archived from the original on January 31, 2011. Retrieved February 9, 2011.
32. ↑  Montgomery, James (May 25, 2011). "Lady Gaga's 'Inside The Outside': Meet The 'Perpetual Underdog'". MTV News. Archived from the original on October 29, 2017. Retrieved October 29, 2017.
33. 1 2  Hobart, Erika (November 18, 2008). "Lady GaGa: Some Like it Pop". Seattle Weekly. Archived from the original on January 9, 2009. Retrieved January 10, 2009.
34. ↑  "Lady Gaga". Broadcast Music Incorporated. July 9, 2007. Archived from the original on February 26, 2009. Retrieved February 26, 2009.
35. ↑  Haus of GaGa (December 16, 2008). Transmission Gaga-vision: Episode 26. Lady Gaga.
36. ↑  Mitchell, Gail (November 10, 2007). "Interscope's New Imprint". Billboard. Vol. 119, no. 45. p. 14. ISSN 0006-2510. Retrieved May 6, 2010.
37. ↑  "Singer Tamar Braxton files for divorce from husband-manager". Daily Herald. Arlington. October 25, 2017. Archived from the original on November 9, 2017. Retrieved November 9, 2017.
38. 1 2  Harding, Cortney (August 15, 2009). "Lady Gaga: The Billboard Cover Story". Billboard. Archived from the original on March 9, 2013. Retrieved May 6, 2010.
39. ↑  Cowing, Emma (January 20, 2009). "Lady GaGa: Totally Ga-Ga". The Scotsman. Archived from the original on December 8, 2015. Retrieved February 20, 2009.
40. ↑  Vena, Jocelyn (June 5, 2009). "Akon Calls Lady Gaga His 'Franchise Player'". MTV News. Archived from the original on February 4, 2015. Retrieved June 20, 2009.
41. ↑  "Interview With RedOne". HitQuarters. March 23, 2009. Archived from the original on January 13, 2010. Retrieved December 19, 2009.
42. ↑  "Lady Gaga Biography". Contactmusic.com. Archived from the original on February 14, 2015. Retrieved February 20, 2009.
43. ↑  "Inspiration". Haus of Gaga. Archived from the original on October 28, 2017. Retrieved October 27, 2017.
44. ↑  "Lady Gaga – The Fame". iTunes Store. Archived from the original on September 8, 2017. Retrieved August 21, 2017.
45. ↑  Williams, John (January 14, 2009). "Lady GaGa's 'Fame' rises to No. 1". Jam!. Archived from the original on June 29, 2015.
46. ↑  "Lady Gaga – The Fame – World Charts". aCharts.co. Archived from the original on November 5, 2015. Retrieved January 8, 2009.
47. ↑  Gray II 2012, p. 3.
48. 1 2 3 4 5 6 7 8  "Lady Gaga Chart History: Hot 100". Billboard. Archived from the original on November 6, 2017. Retrieved August 3, 2017.
49. ↑  "Discography Lady GaGa". Hung Medien. Archived from the original on April 13, 2012. Retrieved November 18, 2017.
50. 1 2  "Lady Gaga Chart History: Billboard Canadian Hot 100". Billboard. Archived from the original on November 2, 2017. Retrieved November 18, 2017.
51. 1 2 3 4  "Lady Gaga | Official Chart History". Official Charts Company. Archived from the original on May 10, 2015. Retrieved October 30, 2017.
52. ↑  "Digital Music Sales Around The World" (PDF). International Federation of the Phonographic Industry. p. 10. Archived (PDF) from the original on March 26, 2012. Retrieved August 4, 2017.
53. ↑  "Most weeks on US Hot Digital Songs chart". Guinness World Records. Archived from the original on September 24, 2015. Retrieved May 25, 2017.
54. ↑  Single releases from The Fame:
  - "Eh Eh (Nothing Else I Can Say) Single". Archived from the original on November 19, 2017. Retrieved November 17, 2017.
  - "No 7: Love Game". Capital FM. Archived from the original on November 19, 2017. Retrieved November 17, 2017.
  - Evans, Morgan (January 31, 2017). "Lady Gaga's 10 Most Amazing Live Performances". Harper's Bazaar. Archived from the original on February 3, 2017. Retrieved November 17, 2017.
55. ↑  "Chartverfolgung / Lady Gaga / Single" (به آلمانی). GfK Entertainment. Archived from the original on November 2, 2013. Retrieved March 18, 2011.
56. ↑  "Hit Mixes – Lady Gaga". AllMusic. Archived from the original on November 7, 2017. Retrieved November 7, 2017.
57. ↑  "List of Grammy winners". CNN. February 1, 2010. Archived from the original on April 19, 2010. Retrieved April 25, 2010.
58. 1 2  Nestruck, Kelly (November 30, 2009). "Lady Gaga's Monster Ball, reviewed by a theatre critic". The Guardian. Archived from the original on March 4, 2016. Retrieved December 1, 2009.
59. ↑  Morgan 2010, p. 131.
60. ↑  "Lady Gaga Returns With 8 New Songs on 'The Fame Monster'" (Press release). PR Newswire. October 8, 2009. Archived from the original on October 11, 2009. Retrieved October 9, 2009.
61. ↑  Cinquemani, Sal (November 18, 2009). "Lady Gaga The Fame Monster". Slant Magazine. Archived from the original on October 9, 2017. Retrieved October 29, 2017.
62. ↑  Villa, Lucas (May 16, 2014). "Lady Gaga becomes first woman to earn Digital Diamond Award for 'Bad Romance'". AXS. Archived from the original on October 30, 2017. Retrieved October 29, 2017.
63. ↑  "Australian-charts.com – Lady Gaga – Bad Romance". Hung Medien. Archived from the original on October 30, 2017. Retrieved October 29, 2017.
64. ↑  "Charts.org.nz – Lady Gaga – Bad Romance". Hung Medien. Retrieved October 29, 2017.
65. ↑  Daw, Robbie (November 12, 2009). "Lady Gaga-Beyonce Duet 'Telephone' Set As Next 'Fame Monster' Single". Idolator. Archived from the original on 26 اكتبر 2023. Retrieved November 17, 2017. {{cite web}}: Check date values in: |archive-date= (help)
66. ↑  "Lady Gaga tops UK album and single charts". BBC News. March 22, 2010. Archived from the original on August 19, 2010. Retrieved December 13, 2010.
67. ↑  "Lady Gaga releases 'Alejandro' remix album". The Independent. May 19, 2010. Archived from the original on November 19, 2017. Retrieved November 17, 2017.
68. ↑  "Lady Gaga – Alejandro (song)". Hung Medien. Archived from the original on April 21, 2012. Retrieved November 17, 2017.
69. ↑  "Lady Gaga Mimics Madonna". Catholic League. June 9, 2010. Archived from the original on June 30, 2017. Retrieved October 27, 2017.
70. ↑  O'Neill, Megan (April 14, 2010). "Lady Gaga's Bad Romance Is Officially The Most Viewed Video On YouTube Ever". Adweek. Archived from the original on May 14, 2017. Retrieved May 14, 2017.
71. ↑  Whitworth, Dan (October 26, 2010). "Lady Gaga beats Justin Bieber to YouTube record". BBC News. Archived from the original on November 5, 2015. Retrieved December 28, 2010.
72. ↑  "MTV Video Music Awards 2010". MTV. September 12, 2010. Archived from the original on February 5, 2015. Retrieved January 30, 2012.
73. ↑  Kaufman, Gil (August 3, 2010). "Lady Gaga's 13 VMA Nominations: How Do They Measure Up?". MTV News. Archived from the original on May 10, 2017. Retrieved December 16, 2016.
74. ↑  "53rd annual Grammy awards: The winners list". CNN. Archived from the original on July 8, 2011. Retrieved July 17, 2011.
75. ↑  "Most cumulative weeks on UK singles chart in one year". Guinness World Records. Archived from the original on September 24, 2015. Retrieved November 7, 2017.
76. ↑  "Most downloaded act in a year (USA) – female". Guinness World Records. Archived from the original on July 14, 2017. Retrieved May 25, 2017.
77. ↑  "Lady Gaga adds second show in Singapore". AsiaOne. February 27, 2012. Archived from the original on December 4, 2017. Retrieved December 4, 2017.
78. ↑  Sailor, Craig (September 18, 2012). "Lady Gaga fills in the details on her Tacoma show". The News Tribune. Archived from the original on December 4, 2017. Retrieved December 4, 2017.
79. ↑  Newman, Melinda (June 29, 2011). "Martin Kierszenbaum has a knack for finding the next big thing". Los Angeles Times. Archived from the original on October 29, 2013. Retrieved February 13, 2013.
80. ↑  Ziegbe, Mawuse (July 8, 2010). "Lady Gaga Remix Album Due In The U.S. Next Month". MTV News. Archived from the original on December 8, 2010. Retrieved December 17, 2016.
81. ↑  Herrera, Monica (October 15, 2009). "Lady Gaga Unveils 'The Monster Ball'". Billboard. Archived from the original on February 23, 2016. Retrieved October 15, 2009.
82. ↑  Waddell, Ray (May 5, 2011). "Lady Gaga's Monster Ball Tour Breaks Record for Debut Headlining Artist". Billboard. Archived from the original on May 9, 2013. Retrieved June 2, 2011.
83. ↑  "Lady GaGa Presents The Monster Ball Tour: At Madison Square Garden". Academy of Television Arts & Sciences. Archived from the original on January 10, 2015. Retrieved August 25, 2011.
84. ↑  "Lady Gaga wins Brit Awards triple". BBC News. February 16, 2010. Archived from the original on October 13, 2010. Retrieved December 28, 2010.
"Lady Gaga meets the Queen at the Royal Variety Performance in Blackpool". The Daily Telegraph. December 7, 2009. Archived from the original on October 7, 2016. Retrieved October 27, 2017.
Virtel, Louis (November 12, 2013). "Lady Gaga's 10 Best Live Performances". Logo TV. Archived from the original on March 13, 2016. Retrieved November 7, 2017.
85. ↑  Herrera, Monica (June 1, 2010). "Lady Gaga Talks Michael Jackson, Lupus Diagnosis with Larry King". Billboard. Archived from the original on May 9, 2013. Retrieved May 30, 2011.
86. ↑  Williams, Martyn (September 7, 2009). "Lady Gaga Storms IFA With New Headphones". PC World. Archived from the original on May 25, 2013. Retrieved January 27, 2012.
87. ↑  Swash, Rosie (January 8, 2010). "Lady Gaga to become Polaroid's creative director". The Guardian. Archived from the original on January 4, 2014. Retrieved January 27, 2012.
88. ↑  O'Dell, Jolie (January 6, 2011). "Polaroid & Lady Gaga Launch New Line at CES [PICS]". Mashable. Archived from the original on June 27, 2015. Retrieved July 11, 2015.
89. ↑  "Lady Gaga bites back at music producer". The Daily Telegraph. March 20, 2010. Archived from the original on March 23, 2010. Retrieved March 20, 2010.
90. ↑  Katz, Basil (September 10, 2010). "Lady Gaga and jilted producer drop legal dispute". Reuters. Archived from the original on December 8, 2015. Retrieved September 11, 2010.
91. 1 2  Moran, Caitlin (May 23, 2010). "Come party with Lady Gaga". The Times. Archived from the original on May 22, 2010. Retrieved May 24, 2010.
92. ↑  Temple, Sarah (June 2, 2010). "Gaga was to open Jackson's This Is It tour". ABC Online. Archived from the original on June 21, 2013. Retrieved June 2, 2010.
93. 1 2  "The Lady Is a Champ: Lady Gaga Sets Twitter Record". LiveScience. May 18, 2011. Archived from the original on July 2, 2013.
94. ↑  Trust, Gary (February 16, 2011). "Lady Gaga Claims 1,000th Hot 100 No. 1 with 'Born This Way'". Billboard. Archived from the original on March 25, 2013. Retrieved February 16, 2011.
95. 1 2  Lewis, Randy (April 15, 2011). "New Lady Gaga single 'Judas' released today". Los Angeles Times. Archived from the original on April 18, 2011. Retrieved April 16, 2011.
96. ↑  Corner, Nick (May 11, 2011). "Lady Gaga Makes Edge Of Glory Official Single?". Digital Spy. Archived from the original on December 12, 2015. Retrieved October 29, 2011.
97. ↑  Young, Eleanor (June 17, 2011). "First Look! Lady Gaga's Edge of Glory video". Marie Claire. Archived from the original on August 31, 2017. Retrieved August 31, 2017.
98. ↑  Montgomery, James (June 2, 2011). "Lady Gaga Crashes Billboard With 1.1 Million". MTV News. Archived from the original on November 19, 2014. Retrieved June 2, 2011.
99. ↑  "Lady Gaga Biopic: 5 Stars Who Could Play the Role". International Business Times. October 5, 2011. Archived from the original on November 4, 2012. Retrieved February 12, 2012.
100. ↑  Hampp, Andrew (December 1, 2011). "2012 Grammy Awards: Album Of The Year". Billboard. Archived from the original on March 19, 2016. Retrieved October 27, 2017.
101. ↑  "The 500 Greatest Albums of All Time". Rolling Stone. September 22, 2020. Archived from the original on September 22, 2020. Retrieved September 29, 2020.
102. ↑  Daw, Robbie (December 12, 2011). "Lady Gaga's "Marry The Night": Will Facebook Campaign Help It Chart Better?". Idolator. Archived from the original on January 3, 2013. Retrieved February 1, 2012.
103. ↑  Deerwester, Jayme (July 19, 2016). "Lady Gaga, Taylor Kinney split after 5 years". USA Today. Archived from the original on July 28, 2017. Retrieved July 19, 2017.
104. ↑  Vulpo, Mike (July 19, 2016). "Lady Gaga and Taylor Kinney Split After 5 Years Together: A Timeline of Their Romance". E! News. Archived from the original on July 28, 2017. Retrieved July 19, 2017.
105. ↑  "Lady Gaga Cancels Remaining 'Born This Way Ball' World Tour Dates To Have Hip Surgery". Capital FM. February 14, 2013. Archived from the original on December 1, 2017. Retrieved November 25, 2017.
106. ↑  The tour earned $164.1 million in 2012 and $22.5 million in 2013.
  - "2012 Pollstar Year End Top 50 Worldwide Tours" (PDF). Pollstar. Archived from the original (PDF) on May 14, 2017. Retrieved November 25, 2017.
  - "2013 Pollstar Year End Top 100 Worldwide Tours" (PDF). Pollstar. Archived from the original (PDF) on September 24, 2015. Retrieved November 25, 2017.
107. ↑  Waddell, Ray (February 14, 2013). "Lady Gaga Tour Cancellation: A Look at the Damage". Billboard. Archived from the original on January 30, 2018. Retrieved November 25, 2017.
108. ↑  Vena, Jocelyn (September 14, 2011). "Lady Gaga Is 'The Biggest,' Tony Bennett Says". MTV News. Archived from the original on July 24, 2014. Retrieved September 21, 2011.
109. ↑  Herrera, Monica (January 28, 2011). "Lady Gaga, Elton John Duet Won't Appear On Film Soundtrack". Billboard. Archived from the original on May 9, 2013. Retrieved February 4, 2011.
110. ↑  Osei, Anthony (May 24, 2011). "Listen: The Lonely Island f/ Justin Timberlake & Lady Gaga "3-Way (The Golden Rule)"". Complex. Archived from the original on October 30, 2017. Retrieved October 29, 2017.
111. ↑  Perpetua, Mathew (October 17, 2011). "Lady Gaga, Bono Rock For Clinton Foundation". Rolling Stone. Archived from the original on October 19, 2011. Retrieved October 21, 2011.
112. ↑  Gorman, Bill (November 25, 2011). "TV Ratings Thursday: CBS Tops Thanksgiving Night Of Repeats And Specials, But..." TV by the Numbers. Archived from the original on March 5, 2016. Retrieved June 20, 2017.
113. ↑  Maloney, Devon (May 19, 2012). "Hear Lady Gaga's Cartoony, 90-Second 'Simpsons' Tune". Spin. Archived from the original on September 9, 2015. Retrieved May 23, 2012.
114. ↑  Hasty, Katie (April 27, 2012). "Tony Bennett talks Britney Spears, Lady Gaga and 'The Zen of Bennett'". HitFix. Archived from the original on July 31, 2015. Retrieved August 11, 2015.
115. ↑  "Katy Perry: Part Of Me 3D Review – Ten Key Scenes To Watch Out For". Capital. July 2, 2012. Archived from the original on August 4, 2017. Retrieved August 4, 2017.
116. ↑  "Lady Gaga To Launch Lady Gaga Fame, The First Fragrance From Haus Laboratories". PR Newswire. June 14, 2012. Archived from the original on July 31, 2012. Retrieved July 9, 2012.
117. ↑  Grinnell, SunHee (October 1, 2012). "Lady Gaga: Breaking Ground on Her Fame". Vanity Fair. Archived from the original on October 12, 2015. Retrieved October 23, 2015.
118. ↑  Bychawski, Adam (May 31, 2012). "Lady Gaga's manager promises singer will deliver an 'insane' third album". NME. Archived from the original on October 12, 2013. Retrieved May 31, 2012.
119. ↑  Copsey, Nick (August 5, 2012). "Lady GaGa's new album to be called 'ARTPOP'". Digital Spy. Archived from the original on December 12, 2015. Retrieved August 6, 2012.
120. ↑  Vena, Jocelyn (September 18, 2013). "Lady Gaga's ARTPOP Isn't An Album, But 'A Night At The Club'". MTV News. Archived from the original on July 15, 2014. Retrieved October 17, 2013.
121. ↑  Dredge, Stuart (August 12, 2013). "Lady Gaga Applause single released early after fans fail to plug leaks". The Guardian. Archived from the original on April 19, 2015. Retrieved October 29, 2017.
122. ↑  "2013/38. heti Single (track) Top 40 lista" (به مجاری). Slágerlisták. Archived from the original on October 30, 2017. Retrieved October 29, 2017.
123. ↑  "Lady Gaga's Song Aura Featured in Machete Kills". Capital FM. October 10, 2013. Archived from the original on August 24, 2014. Retrieved October 29, 2017.
124. ↑  "Machete Kills (2013)". Rotten Tomatoes. Archived from the original on August 30, 2017. Retrieved October 29, 2017.
125. ↑  Gire, Dann (January 2, 2014). "Dann & Raymond's winning 'Woofers'". Daily Herald. Archived from the original on October 30, 2017. Retrieved October 29, 2017.
126. ↑  Lipshultz, Jason (October 22, 2013). "Lady Gaga: R. Kelly Duet 'Do What U Want' Is Now 'ARTPOP's' Second Single". Billboard. Archived from the original on October 22, 2013. Retrieved October 22, 2013.
127. ↑  "2013/43. heti Single (track) Top 40 lista" (به مجاری). Slágerlisták. Archived from the original on October 30, 2017. Retrieved October 29, 2017.
128. ↑  Bloom, Nicole Brydon (March 7, 2019). "R. Kelly Called Lady Gaga 'Not Professional' for Removing Their Duet Amid Sexual Abuse Controversy" (به انگلیسی). SheKnows Media. Archived from the original on March 8, 2019. Retrieved March 8, 2019.
129. ↑  "Reviews for ARTPOP by Lady Gaga". Metacritic. Archived from the original on April 8, 2014. Retrieved November 30, 2013.
130. ↑  Brown, Helen (November 7, 2013). "Lady Gaga, Artpop, review". The Daily Telegraph. Archived from the original on November 11, 2013. Retrieved November 8, 2013.
131. ↑  Caulfield, Keith (November 20, 2013). "Lady Gaga Scores Second No. 1 Album With 'ARTPOP'". Billboard. Archived from the original on January 26, 2014. Retrieved November 20, 2013.
132. ↑  Siegel, Ben (July 7, 2014). "Lady Gaga dazzles fans with fun, solid show". The Buffalo News. Archived from the original on July 10, 2014. Retrieved February 26, 2016.
133. ↑  Mompellio, Gabriel (March 28, 2014). "G.U.Y. : Lady Gaga" (به ایتالیایی). Radio Airplay Italy. Archived from the original on October 28, 2014. Retrieved November 7, 2017.
134. 1 2  Hampp, Andrew (March 6, 2015). "Inside Lady Gaga's Latest Reinvention (It's All Part of a Long-Term Plan)". Billboard. Archived from the original on March 8, 2016. Retrieved February 28, 2016.
135. ↑  Rivera, Zayda (November 17, 2013). "Lady Gaga hosts 'Saturday Night Live,' plays future self without fame or applause". Daily News. New York. Archived from the original on January 1, 2014. Retrieved October 24, 2015.
136. ↑  Messer, Lesley (October 17, 2013). "Lady Gaga Teams Up With the Muppets and Adorable Photos Result". ABC News. Archived from the original on March 18, 2014. Retrieved October 17, 2013.
137. ↑  Grow, Kory (December 18, 2013). "Gaga and Christina's Wild 'Voice' Duet". Rolling Stone. Archived from the original on January 15, 2016. Retrieved November 7, 2017.
138. ↑  Farber, Jim (March 29, 2014). "Lady Gaga brings signature over-the-top style, familiar hits to Roseland Ballroom's final shows". Daily News. New York. Archived from the original on July 11, 2017. Retrieved October 29, 2017.
139. ↑  Allen, Bob (December 5, 2014). "Rolling Stones & Lady Gaga Wrap Up Their Tours on Top". Billboard. Archived from the original on March 18, 2015. Retrieved December 5, 2014.
140. ↑  Rivera, Zayda (November 5, 2013). "Lady Gaga, longtime manager Troy Carter split over 'creative differences': report". Daily News. New York. Archived from the original on November 7, 2013. Retrieved November 6, 2013.
141. 1 2  Waddell, Ray (June 11, 2014). "Lady Gaga and Manager Bobby Campbell Join Artist Nation (Exclusive)". Billboard. Archived from the original on June 14, 2014. Retrieved June 11, 2014.
142. ↑  Vena, Jocelyn (August 29, 2013). "Lady Gaga 'Nailed It' In 'Sin City' Sequel, Joseph Gordon-Levitt Reveals". MTV News. Archived from the original on May 23, 2014. Retrieved August 29, 2013.
143. ↑  "Lady Gaga for Versace confirmed". The Daily Telegraph. November 25, 2013. Archived from the original on June 17, 2015. Retrieved June 17, 2015.
144. ↑  "Tony Bennett & Lady Gaga: Cheek to Cheek Album of Classic Jazz Standards To Be Released September 23" (Press release). Toronto: Universal Music Canada. July 29, 2014. Archived from the original on August 8, 2014. Retrieved July 30, 2014.
145. ↑  Gibson, Megan (August 19, 2014). "Lady Gaga Unveils Cover Art For Duet Album With Tony Bennett". Time. Archived from the original on June 9, 2016. Retrieved November 7, 2017.
146. ↑  "Cheek to Cheek – Tony Bennett and Lady Gaga". Metacritic. Archived from the original on September 27, 2014. Retrieved October 18, 2014.
147. ↑  Sullivan, Caroline (September 18, 2014). "Tony Bennett & Lady Gaga review – Gaga is a wonder". The Guardian. Archived from the original on September 19, 2014. Retrieved September 18, 2014.
148. ↑  Reich, Howard (September 19, 2014). "Lady Gaga and Tony Bennett meet 'Cheek to Cheek'". Chicago Tribune. Archived from the original on September 20, 2014. Retrieved September 19, 2014.
149. ↑  Caulfield, Keith (October 1, 2014). "Tony Bennett & Lady Gaga's 'Cheek To Cheek' Debuts at No. 1". Billboard. Archived from the original on October 3, 2014. Retrieved October 1, 2014.
150. ↑  Rosen, Christopher (February 8, 2015). "Grammy Winners List For 2015 Includes Beyoncé, 'Frozen' & Kendrick Lamar". HuffPost. Archived from the original on February 9, 2015. Retrieved February 8, 2015.
151. ↑  "Tony Bennett & Lady Gaga: Cheek to Cheek Live!". PBS. October 15, 2014. Archived from the original on March 12, 2015. Retrieved March 10, 2015.
152. ↑  "Lady Gaga to perform with Tony Bennett on New Year's Eve". Business Standard. October 8, 2014. Archived from the original on July 17, 2015. Retrieved June 17, 2015.
153. ↑  Lewis, Barry (February 16, 2015). "Our editor congratulated her: Lady Gaga is engaged". Times-Herald Record. Archived from the original on October 15, 2015. Retrieved November 7, 2017.
154. ↑  Stecker, Erin (February 8, 2016). "Lady Gaga's 8 Best Live Performances". Billboard. Archived from the original on March 13, 2016. Retrieved November 7, 2017.
155. ↑  Lee, Ashley (February 23, 2015). "Oscars 2015: Lady Gaga's 'The Sound of Music' Medley Dominated Social Media". The Hollywood Reporter. Archived from the original on March 20, 2016. Retrieved July 11, 2015.
156. ↑  Gallo, Phil (January 27, 2015). "Diane Warren on Her Lady Gaga Collaboration for New Documentary 'The Hunting Ground'". Billboard. Archived from the original on April 28, 2015. Retrieved May 4, 2015.
"View Awards by Year: 2015". International Press Academy. Archived from the original on March 20, 2016. Retrieved December 5, 2015.
Hetter, Katia (February 28, 2016). "The 2016 Oscars winners list". CNN. Archived from the original on February 29, 2016. Retrieved February 28, 2016.
157. 1 2  Sun, Rebecca (September 30, 2015). "Lady Gaga to Be Honored as Billboard's 2015 Woman of the Year, Lifetime to Televise Annual Event". Billboard. Archived from the original on October 2, 2015. Retrieved September 30, 2015.
158. 1 2  "Lady Gaga To Receive First-Ever Contemporary Icon Award". Songwriters Hall of Fame. April 23, 2015. Archived from the original on May 5, 2015. Retrieved April 24, 2015.
159. 1 2  David, Ehrlich (January 10, 2016). "Watch Lady Gaga's Emotional Speech at 2016 Golden Globes". Rolling Stone. Archived from the original on February 15, 2017. Retrieved May 22, 2017.
160. ↑  Falcone, Dana Rose (September 10, 2015). "Lady Gaga joins American Horror Story Season 5". CNN. Archived from the original on September 14, 2015. Retrieved February 26, 2016.
161. ↑  Murphy, Shaunna (January 13, 2016). "'American Horror Story': 7 Things We Need To See In The 'Hotel' Finale". MTV News. Archived from the original on August 31, 2017. Retrieved August 31, 2017.
162. ↑  Piere, Kerry (October 2, 2015). "Tom Ford Debuts Spring 2016 With Lady Gaga". Harper's Bazaar. Archived from the original on March 16, 2016. Retrieved November 7, 2017.
163. ↑  Katz, Jessie (January 8, 2016). "Lady Gaga & Taylor Kinney Are Naked & 'Making Love for Peace' on New Mag Cover". Billboard. Archived from the original on January 8, 2016. Retrieved January 8, 2016.
164. ↑  Krauser, Emily (March 21, 2016). "Lady Gaga Nabs Editor of the Year at Fashion Los Angeles Awards". Entertainment Tonight. Archived from the original on March 26, 2016. Retrieved March 24, 2016.
165. ↑  "Lady Gaga Wins Rave Reviews for National Anthem Before Super Bowl 50". ESPN. February 8, 2016. Archived from the original on February 11, 2016. Retrieved February 11, 2016.
166. ↑  Lockett, Dee (February 2, 2016). "Lady Gaga Will Perform a David Bowie Tribute at Grammys". Vulture.com. Archived from the original on February 9, 2016. Retrieved February 14, 2016.
167. ↑  Lynch, Joe (February 29, 2016). "2016 Oscars: Ranking the Musical Performances". Billboard. Archived from the original on March 1, 2016. Retrieved February 29, 2016.
168. 1 2  Gardner, Chris (February 4, 2016). "Lady Gaga To Be Honored By Grammy Museum". The Hollywood Reporter. Archived from the original on February 5, 2016. Retrieved February 4, 2016.
169. ↑  Lindner, Emilee (September 12, 2017). "Lady Gaga Says Her Success Led To Her Breakup With Taylor Kinney". MTV News. Archived from the original on September 30, 2017. Retrieved November 19, 2017.
170. ↑  Diblin, Emma (October 6, 2016). "8 Things We Learned From 'American Horror Story: Roanoke' Chapter 4". Harper's Bazaar. Archived from the original on October 13, 2016. Retrieved October 13, 2016.
171. ↑  Snetiker, Marc (September 15, 2016). "American Horror Story 6 premiere recap: 'Chapter 1'". Entertainment Weekly. Archived from the original on December 26, 2016. Retrieved November 7, 2017.
172. ↑  Stedman, Alex (November 16, 2016). "'American Horror Story' Season Finale Recap: 'Chapter 10' Reveals the True Survivor of 'Roanoke'". Variety. Archived from the original on December 20, 2016. Retrieved November 7, 2017.
173. ↑  Stack, Tim (August 27, 2015). "Lady Gaga Says American Horror Story Experience Will 'Inform' Her Upcoming Music". Entertainment Weekly. Archived from the original on August 28, 2015. Retrieved August 29, 2015.
174. ↑  Sadlier, Allison (September 15, 2016). "Lady Gaga Joanne release date: New album will be out Oct. 21". Entertainment Weekly. Archived from the original on November 13, 2017. Retrieved November 12, 2017.
175. ↑  "Lescharts.com – Lady Gaga – Perfect Illusion" (به فرانسوی). Hung Medien. Archived from the original on October 15, 2018. Retrieved October 15, 2018.
176. 1 2  Trust, Gary (February 13, 2017). "Ed Sheeran's 'Shape' Tops Hot 100, Lady Gaga's 'Reasons' Returns at No. 4". Billboard. Archived from the original on February 13, 2017. Retrieved February 13, 2017.
177. ↑  Redfearn, Dominique (September 15, 2016). "Who Is Joanne? Behind Lady Gaga's New Album Title". Billboard. Archived from the original on October 9, 2016. Retrieved October 15, 2016.
178. ↑  Caulfield, Keith (October 30, 2016). "Lady Gaga Scores Her Fourth No. 1 Album on Billboard 200 Chart With 'Joanne'". Billboard. Archived from the original on October 30, 2016. Retrieved October 30, 2016.
179. ↑  Nolfi, Joey (November 7, 2016). "Kelsea Ballerini covers Lady Gaga's Million Reasons". Entertainment Weekly. Archived from the original on August 3, 2017. Retrieved August 3, 2017.
180. ↑  Rice, Nicholas (January 25, 2018). "Lady Gaga Teases Music Video For New Piano Version of 'Joanne,' Donates to Lupus Research". Billboard. Archived from the original on January 25, 2018. Retrieved January 28, 2018.
181. 1 2  "2019 Grammy Winners: Complete List". The Hollywood Reporter. February 10, 2019. Archived from the original on February 12, 2019. Retrieved February 10, 2019.
182. ↑  McIntyre, Hugh (October 2, 2016). "Lady Gaga Is Going On Tour To Dive Bars Across America". Forbes. Archived from the original on October 6, 2016. Retrieved October 7, 2016.
183. ↑  "Lady Gaga Super Bowl halftime show to feature hundreds of drones in aerial light show". Fox News Channel. February 5, 2017. Archived from the original on May 19, 2017. Retrieved June 8, 2017.
184. ↑  Schwindt, Oriana (February 6, 2017). "Super Bowl LI Pulls in 111.3 Million Viewers on Fox, Shy of 2015 Ratings Record". Variety. Archived from the original on February 6, 2017.
185. ↑  Caulfield, Keith; Trust, Gary (February 16, 2017). "Lady Gaga's Super Week: Her Sales & Streaming Gains After the Big Game". Billboard. Archived from the original on February 16, 2017. Retrieved February 16, 2017.
186. ↑  Rhiannon, Alexis (July 14, 2017). "Lady Gaga's Super Bowl Performance Casually Rakes In Six Emmy Noms". Refinery29. Archived from the original on July 14, 2017. Retrieved July 19, 2017.
187. ↑  Peterson, Nate (February 4, 2018). "2018 Super Bowl halftime show: Ranking every performance, from Prince to Coldplay". CBS Sports. Archived from the original on February 4, 2018. Retrieved February 4, 2018.
188. ↑  Brooks, Dave (March 2, 2017). "How Coachella Gained Lady Gaga After Losing Beyonce". Billboard. Archived from the original on March 2, 2017. Retrieved March 2, 2017.
189. ↑  Kreps, Daniel (April 16, 2017). "Watch Lady Gaga Debut Surprise New Single 'The Cure' at Coachella". Rolling Stone. Archived from the original on May 17, 2017. Retrieved June 8, 2017.
190. ↑  "Australian-charts.com – Lady Gaga – The Cure". Hung Medien. Archived from the original on September 24, 2017. Retrieved November 7, 2017.
191. ↑  Copsey, Rob (February 6, 2016). "Lady Gaga announces Joanne world tour after hit-packed Super Bowl Halftime Show". Official Charts Company. Archived from the original on February 6, 2017. Retrieved February 6, 2017.
192. ↑  Kaufman, Amy (September 8, 2017). "Lady Gaga's five most revealing moments in the Netflix documentary 'Gaga: Five Foot Two'". Los Angeles Times. Archived from the original on October 27, 2017. Retrieved October 27, 2017.
193. ↑  Gonzalez, Sandra (September 13, 2017). "Lady Gaga will open up about fight with chronic illness in Netflix documentary". CNN. Archived from the original on September 14, 2017. Retrieved September 15, 2017.
194. ↑  Kreps, Daniel (February 3, 2018). "Lady Gaga Cancels Remainder of Joanne World Tour Due to 'Severe Pain'". Rolling Stone. Archived from the original on February 4, 2018. Retrieved February 4, 2018.
195. ↑  Allen, Bob (February 15, 2018). "Lady Gaga's Joanne World Tour Final Numbers: $95 Million Earned & 842,000 Tickets Sold". Billboard. Archived from the original on February 16, 2018. Retrieved February 25, 2018.
196. ↑  Kilkenny, Katie (March 24, 2018). "Jennifer Lopez, Jimmy Fallon, Lady Gaga Sponsor Buses to March for Our Lives". Billboard. Archived from the original on May 11, 2018. Retrieved May 9, 2018.
197. ↑  Kreps, Daniel (March 30, 2018). "Hear Lady Gaga's Powerful Take on Elton John's 'Your Song'". Rolling Stone. Archived from the original on March 30, 2018. Retrieved March 30, 2018.
198. ↑  "A Star Is Born (2018)". Rotten Tomatoes. Archived from the original on October 14, 2018. Retrieved October 15, 2018.
199. ↑  "'A Star Is Born': Our intimate conversation with Lady Gaga and Bradley Cooper". Entertainment Weekly. August 31, 2018. Archived from the original on September 1, 2018. Retrieved August 31, 2018.
200. ↑  Tailor, Leena (September 4, 2018). "How Lady Gaga Conquered Music, Fashion and Film in Just a Decade". Entertainment Tonight. Archived from the original on September 4, 2018. Retrieved September 4, 2018.
201. ↑  Roxborough, Scott (August 31, 2018). "Venice: Lady Gaga on Bradley Cooper Bringing Out Her 'Vulnerability' for 'A Star Is Born'". The Hollywood Reporter. Archived from the original on August 31, 2018. Retrieved August 31, 2018.
202. ↑  Bradshaw, Peter (August 31, 2018). "A Star Is Born review – Lady Gaga mesmerises in Streisand's shoes". The Guardian. Archived from the original on August 31, 2018. Retrieved August 31, 2018.
203. ↑  Zacharek, Stephanie (August 31, 2018). "Lady Gaga Delivers a Knockout Performance in 'A Star Is Born'". Time. Archived from the original on August 31, 2018. Retrieved August 31, 2018.
204. 1 2  Awards and nominations for A Star Is Born:
  - Academy Awards: Macke, Johnni (February 24, 2019). "Oscars 2019 Winners: The Complete List". E! News. Archived from the original on February 25, 2019. Retrieved February 25, 2019.
  - BAFTA Awards: "The full list of nominations for the Baftas 2019". The Guardian. January 9, 2019. Archived from the original on January 9, 2019. Retrieved January 9, 2019.
  - Critics' Choice Awards: Tapley, Kristopher (January 13, 2019). "'Roma,' 'The Americans' and 'The Marvelous Mrs. Maisel' Win Top Critics' Choice Honors". Variety. Archived from the original on January 14, 2019. Retrieved January 14, 2019.
  - Golden Globe Awards: "2019 Golden Globes Winners: Complete List". The Hollywood Reporter. January 6, 2019. Archived from the original on January 7, 2019. Retrieved January 7, 2019.
  - National Board of Review Awards: "National Board of Review Announces 2018 Award Winners". National Board of Review. November 27, 2018. Archived from the original on November 27, 2018. Retrieved December 1, 2018.
  - Screen Actors Guild Awards: Nordyke, Kimberly (December 12, 2018). "SAG Awards: Full List of Nominations". The Hollywood Reporter. Archived from the original on December 12, 2018. Retrieved December 12, 2018.
205. ↑  Hughes, Hilary (April 21, 2018). "Bradley Cooper Calls Lady Gaga's 'A Star Is Born' Performance 'A Revelation'". Billboard. Archived from the original on June 23, 2018. Retrieved September 4, 2018.
206. ↑  Gotrich, Lars (September 27, 2018). "Hear 'Shallow,' Lady Gaga's Slow-Burning Power Ballad From 'A Star Is Born'". NPR. Archived from the original on October 10, 2018. Retrieved October 9, 2018.
207. ↑  Australia: "Lady Gaga and Bradley Cooper hit #1 with Shallow". Australian Recording Industry Association. October 27, 2018. Archived from the original on October 27, 2018. Retrieved October 27, 2018.
Austria: "Lady Gaga & Bradley Cooper – Shallow" (به آلمانی). austriancharts.at. Hung Medien. Archived from the original on October 13, 2018. Retrieved October 31, 2018.
Ireland: White, Jack (October 12, 2018). "Official Irish Singles Chart: Lady Gaga scores her sixth Irish Number 1 single with Bradley Cooper duet Shallow". Official Charts Company. Archived from the original on October 14, 2018. Retrieved October 13, 2018.
New Zealand: "NZ Top 40 Singles Chart". Recorded Music NZ. November 5, 2018. Archived from the original on November 3, 2018. Retrieved November 2, 2018.
Sweden: "Swedishcharts.com – Lady Gaga & Bradley Cooper – Shallow". Hung Medien. Archived from the original on October 8, 2018. Retrieved November 5, 2018.
Switzerland: "Hitparade.ch – Lady Gaga & Bradley Cooper – Shallow". Hung Medien. Archived from the original on October 16, 2018. Retrieved October 16, 2018.
UK: Myers, Justin (October 26, 2018). "Lady Gaga and Bradley Cooper score the Official Chart double as Shallow becomes Gaga's fifth UK Number 1". Official Charts Company. Archived from the original on October 26, 2018. Retrieved October 26, 2018.
US: Trust, Gary (March 4, 2019). "Lady Gaga & Bradley Cooper's 'Shallow' Surges to No. 1 on Billboard Hot 100, Fueled by Oscars Gains". Billboard. Archived from the original on March 5, 2019. Retrieved March 5, 2019.
208. ↑  "A Star Is Born [Original Motion Picture Soundtrack] by Lady Gaga". Metacritic. Archived from the original on October 18, 2018. Retrieved October 15, 2018.
209. 1 2  Kennedy, Mark (October 4, 2018). "Review: 'A Star Is Born' soundtrack is a five-star marvel". The Washington Post. Archived from the original on October 5, 2018. Retrieved October 15, 2018.
210. ↑  Beaumont-Thomas, Ben (October 5, 2018). "A Star Is Born soundtrack review – instant classics full of Gaga's emotional might". The Guardian. Archived from the original on October 14, 2018. Retrieved October 15, 2018.
211. ↑  Caulfield, Keith (October 14, 2018). "Lady Gaga & Bradley Cooper's 'A Star Is Born' Soundtrack Debuts at No. 1 on Billboard 200 Albums Chart". Billboard. Archived from the original on October 14, 2018. Retrieved October 15, 2018.
212. ↑  Copsey, Rob (September 2, 2019). "Taylor Swift's Lover debuts at Number 1 in America with the biggest one-week sales since her last album Reputation". Official Charts Company. Retrieved September 7, 2019.
213. ↑  Australia: "A Star Is Born Jumps To #1". Australian Recording Industry Association. October 27, 2018. Archived from the original on October 27, 2018. Retrieved October 27, 2018.
Canada: "Lady Gaga Chart History: Billboard Canadian Albums". Billboard. Archived from the original on October 15, 2018. Retrieved November 5, 2018.
Ireland: White, Jack (October 12, 2018). "The A Star Is Born soundtrack bests Twenty One Pilots for Official Irish Albums Chart Number 1". Official Charts Company. Archived from the original on February 18, 2019. Retrieved October 12, 2018.
New Zealand: "Charts.org.nz – Soundtrack / Lady Gaga / Bradley Cooper – A Star Is Born". Hung Medien. Archived from the original on November 6, 2018. Retrieved November 5, 2018.
UK: Myers, Justin (October 12, 2018). "Lady Gaga tops Official Albums Chart for fourth time thanks to A Star Is Born". Official Charts Company. Archived from the original on January 6, 2019. Retrieved October 12, 2018.
214. ↑  "'A Star Is Born' Soundtrack Is Certified Double Platinum in U.S." Billboard. Retrieved June 25, 2019.
215. ↑  "2020 Grammy Awards: Winners List". The Hollywood Reporter. January 26, 2020. Retrieved January 26, 2020.
216. ↑  "BAFTA Awards: 'The Favourite' Dominates With 7 Wins, But 'Roma' Claims Top Prize 2019". The Hollywood Reporter. February 10, 2019. Archived from the original on February 11, 2019. Retrieved February 10, 2019.
217. ↑  Friedlander, Whitney (July 1, 2019). "Lady Gaga and Sterling K. Brown among new Motion Picture Academy inductees". CNN. Retrieved January 20, 2021.
218. ↑  Respers France, Lisa (October 16, 2018). "Lady Gaga thanks her 'fiancé' during speech". CNN. Archived from the original on October 16, 2018. Retrieved October 16, 2018.
219. ↑  Henderson, Cydney (February 19, 2019). "Lady Gaga and Christian Carino call off their engagement ahead of the Academy Awards". USA Today. Retrieved February 19, 2019.
220. ↑  Nolfi, Joel (August 7, 2018). "Lady Gaga announces Las Vegas residency show details". Entertainment Weekly. Archived from the original on August 8, 2018. Retrieved August 7, 2018.
221. ↑  Hale, Andreas (December 29, 2018). "Lady Gaga Delivers the Show She Was Born to Perform With 'Enigma'". Billboard. Archived from the original on January 12, 2019. Retrieved January 23, 2019.
222. ↑  Wood, Mikael (January 21, 2019). "Review: In Las Vegas, Lady Gaga solves the problem of 'A Star Is Born'". Los Angeles Times. Archived from the original on January 22, 2019. Retrieved January 23, 2019.
223. ↑  Thompson, Courtney (November 23, 2019). "Lady Gaga's new holiday lipstick is already No. 1 on Amazon" (به انگلیسی). CNN. Retrieved December 6, 2019.
224. ↑  Peters, Mitchell (April 18, 2020). "Lady Gaga Says Boyfriend Michael Polansky Is the 'Love of My Life': Watch". Billboard. Archived from the original on May 22, 2020. Retrieved April 19, 2020.
225. ↑  Rettig, James (May 6, 2020). "Lady Gaga's Chromatica Is Now Out 5/29". Stereogum. Valence Media. Archived from the original on May 6, 2020. Retrieved May 7, 2020.
226. ↑  "Chromatica by Lady Gaga". United States: Metacritic. Retrieved June 8, 2020.
227. ↑  "Lady Gaga lands fourth #1 album". Australian Recording Industry Association. June 6, 2020. Archived from the original on June 7, 2020. Retrieved June 7, 2020.
"Lady Gaga Has This Week's No. 1 Album". FYIMusicNews. June 7, 2020. Retrieved June 8, 2020.
"Top Albums (Week 23, 2020)" (به فرانسوی). Syndicat National de l'Édition Phonographique. Archived from the original on June 10, 2020. Retrieved June 8, 2020.
"Album – Classifica settimanale WK 23 (dal 29.05.2020 al 04.06.2020)" (به ایتالیایی). Federazione Industria Musicale Italiana. Archived from the original on June 10, 2020. Retrieved June 5, 2020.
Paine, Andre (June 5, 2020). "Lady Gaga scores fastest-selling album of 2020 so far". Music Week. Retrieved June 6, 2020.
Caulfield, Keith (June 7, 2020). "Lady Gaga Scores Sixth No. 1 Album on Billboard 200 Chart With 'Chromatica'". Billboard. Retrieved June 7, 2020.
228. ↑  Rowley, Glenn (February 25, 2020). "Lady Gaga Is About to Drop Her New Single 'Stupid Love' and We Are Not Calm: Find Out the Release Date". Billboard. Retrieved February 25, 2020.
229. ↑  Aniftos, Rania (May 15, 2020). "Lady Gaga & Ariana Grande's 'Rain on Me' Collaboration Is Coming Really Soon". Billboard. Retrieved May 16, 2020.
230. ↑  Shafer, Ellise (March 14, 2021). "Grammys 2021 Winners List". Variety. Retrieved March 14, 2021.
231. ↑  Trust, Gary (June 1, 2020). "Lady Gaga & Ariana Grande's 'Rain on Me' Debuts at No. 1 on Billboard Hot 100". Billboard. Retrieved June 1, 2020.
232. ↑  Horton, Adrian (August 31, 2020). "MTV VMAs 2020: Lady Gaga dominates during unusual pandemic broadcast". The Guardian. Archived from the original on August 31, 2020. Retrieved August 31, 2020.
233. ↑  Lukas, Erin (September 17, 2020). "Watch Lady Gaga Lead a Sing-Along". InStyle. Archived from the original on September 17, 2020. Retrieved September 17, 2020.
234. ↑  Nolfi, Joey (January 20, 2021). "Watch Lady Gaga power through national anthem at Joe Biden's inauguration". Entertainment Weekly. Retrieved January 20, 2021.
235. ↑  Savage, Mark (February 25, 2021). "Lady Gaga's dog-walker shot and bulldogs stolen". BBC News. Retrieved February 25, 2021.
236. ↑  Lloyd, Jonathan (February 25, 2021). "Heart-Stopping Video Shows Moments Dog Walker Shot by Thieves Who Stole French Bulldogs Belonging to Lady Gaga". KNBC. Retrieved February 26, 2021.
237. ↑  "Lady Gaga's 2 French bulldogs recovered unharmed following shooting, theft". WABC-TV. February 27, 2021. Archived from the original on 3 March 2021. Retrieved February 27, 2021.
238. ↑  "Five arrested in Lady Gaga dognapping case – including the woman who returned them". The Guardian. April 29, 2021. Archived from the original on May 2, 2021. Retrieved May 2, 2021.
239. ↑  Aniftos, Rania (April 6, 2021). "Lady Gaga & Dom Pérignon Announce The Queendom". Billboard. Archived from the original on April 6, 2021. Retrieved April 6, 2021.
240. ↑  Darville, Jordan (August 30, 2021). "Lady Gaga shares Dawn Of Chromatica remix album release date, tracklist". The Fader. Retrieved August 30, 2021.
241. ↑  Grein, Paul (October 1, 2021). "Lady Gaga & Tony Bennett's 'Love for Sale' Makes It Just Under the Wire for 2022 Grammy Eligibility". Billboard. Archived from the original on October 2, 2021. Retrieved October 2, 2021.
242. ↑  الگو:Cite metacritic
243. ↑  Caulfield, Keith (October 10, 2021). "Taylor Swift's 'Fearless (Taylor's Version)' Returns to No. 1 on Billboard 200". Billboard. Retrieved October 11, 2021.
244. ↑  Atkinson, Katie (April 3, 2022). "Here Are the 2022 Grammy Awards Winners: Full List". Billboard. Retrieved April 4, 2022.
245. ↑  Kemp, Ella (May 27, 2021). "Lady Gaga performs 'Smelly Cat' with Lisa Kudrow on the 'Friends' reunion special". NME. Archived from the original on May 27, 2021. Retrieved May 27, 2021.
246. ↑  Fleming, Mike Jr. (November 1, 2019). "Lady Gaga, Ridley & Giannina Scott Team On Film About Assassination Of Gucci Grandson Maurizio; Gaga To Play Convicted Ex-Wife Patrizia Reggiani". Deadline Hollywood. Retrieved November 1, 2019.
247. ↑  Aloian, Addison (October 29, 2021). "Watch Lady Gaga Infiltrate the Gucci Family Empire in the Second House of Gucci Trailer". V. Archived from the original on November 2, 2021. Retrieved November 6, 2021.
248. ↑  Heritage, Stuart (November 3, 2021). "Madness in her method: Did Lady Gaga really stay in character for 18 months?". The Guardian. Archived from the original on November 24, 2021. Retrieved November 25, 2021.
249. ↑  "House of Gucci". Rotten Tomatoes. Retrieved November 24, 2021.
250. ↑  Ritman, Alex (February 3, 2022). "BAFTA Awards Nominations: 'Dune' Leads Pack in Diverse List Full of Surprises". The Hollywood Reporter. Archived from the original on February 3, 2022. Retrieved February 3, 2022.
251. ↑  Buchanan, Kyle (December 13, 2021). "Golden Globes Nominations 2022: The Complete List". The New York Times. Archived from the original on January 13, 2022. Retrieved January 13, 2022.
252. ↑  Tangcay, Jazz (April 27, 2022). "Lady Gaga Announces New Single From 'Top Gun: Maverick' Film, 'Hold My Hand'". Variety. Archived from the original on April 27, 2022. Retrieved April 27, 2022.
253. ↑  Dalley, Hannah (May 4, 2022). "Tom Cruise Praises Lady Gaga's 'Top Gun' Song, Reveals She Helped Compose the Score: 'Her Talent Is Just Boundless'". Billboard. Archived from the original on May 8, 2022. Retrieved May 4, 2022.
254. ↑  Nolfi, Joey (March 7, 2022). "Lady Gaga finally revives Chromatica Ball tour with new 2022 concert dates". Entertainment Weekly. Archived from the original on March 7, 2022. Retrieved March 7, 2022.
255. ↑  Frankenberg, Eric (October 26, 2022). "Lady Gaga Finishes The Chromatica Ball With $112 Million in Stadiums". Billboard. Archived from the original on October 26, 2022. Retrieved October 26, 2022.
256. ↑  Sharf, Zack (August 4, 2022). "Lady Gaga Confirms 'Joker 2' Role Opposite Joaquin Phoenix in New Musical Teaser". Variety. Archived from the original on 6 October 2022. Retrieved August 4, 2022.{{cite magazine}}:  نگهداری یادکرد:ربات:وضعیت نامعلوم پیوند اصلی (link)
257. ↑  Germanotta, Stefani (August 5, 2011). "Blonde On Blonde: Lady Gaga Interviews Debbie Harry". Harper's Bazaar. Archived from the original on November 24, 2015. Retrieved November 23, 2015.
258. ↑  "Michael Jackson's style influence lives on". CNN. June 23, 2010. Archived from the original on December 16, 2012. Retrieved December 6, 2018.
259. ↑  Vena, Jocelyn (May 20, 2011). "Lady Gaga Reveals One Question 'Changed My Life' In MTV Special". MTV. Archived from the original on December 1, 2017. Retrieved November 24, 2017.
260. ↑  Rap, Up (March 19, 2012). "Lady Gaga on Whitney Houston: 'she's the greatest of all time'". Rap-Up. Archived from the original on March 22, 2012. Retrieved March 19, 2012.
261. ↑  Petridis, Alexis (September 9, 2010). "Lady Gaga's direct line to Andy Warhol". The Guardian. Archived from the original on February 13, 2014. Retrieved November 27, 2011.
Still, Jennifer (May 20, 2011). "Lady GaGa: 'I was inspired by musical theatre'". Digital Spy. Archived from the original on February 4, 2016. Retrieved November 27, 2011.
Thomson, Graeme (September 6, 2009). "Soundtrack of my life: Lady Gaga". The Guardian. Archived from the original on September 22, 2013. Retrieved May 6, 2010.
262. ↑  "Madonna Talks Divorce, Lady Gaga & Being A 'Geek' In High School". Access Hollywood. October 14, 2009. Archived from the original on January 26, 2016. Retrieved November 27, 2011.
263. ↑  Dingwall, John (November 27, 2009). "The Fear Factor; Lady Gaga used tough times as inspiration for her new album". Daily Record. pp. 48–49. Archived from the original on May 25, 2012. Retrieved August 8, 2017.
264. ↑  Pearsons, Katie (May 27, 2011). "Lady Gaga: 'Iron Maiden changed my life'". NME. Archived from the original on July 14, 2017. Retrieved June 22, 2017.
265. ↑  "Lady Gaga: Huge Black Sabbath Fan?". MTV News. February 5, 2010. Archived from the original on August 10, 2016. Retrieved June 22, 2017.
266. ↑  Williams, Tia (July 19, 2014). "10 Ways That Marilyn Manson Inspired Lady Gaga". VH1. Archived from the original on August 11, 2016. Retrieved August 31, 2016.
267. ↑  Carroll, Grace (July 18, 2012). "Marilyn Manson: 'I have a hard time liking Lady Gaga'". Gigwise. Giant Digital. Archived from the original on September 17, 2016. Retrieved September 2, 2016.
268. ↑  Montgomery, James (May 27, 2011). "Lady Gaga Recalls Beyoncé's Inspiration in MTV's 'Inside the Outside'". MTV News. Archived from the original on July 1, 2017. Retrieved August 16, 2017.
269. ↑  Warrington, Ruby (February 22, 2009). "Lady Gaga: ready for her close-up". The Sunday Times. Archived from the original on May 17, 2011. Retrieved February 22, 2009.
270. 1 2  Van Meter, Jonathan (February 10, 2011). "Lady Gaga: Our Lady of Pop". Vogue. Archived from the original on September 26, 2014. Retrieved November 26, 2011.
271. 1 2  Dresdale, Andrea (September 26, 2011). "Lady Gaga Says Cher's Outfits Inspired Her Own Crazy Style". ABC News Radio. Archived from the original on October 17, 2013. Retrieved November 7, 2017.
272. 1 2 3  Hattie, Collins (December 14, 2008). "Lady GaGa: the future of pop?". The Sunday Times. Archived from the original on May 17, 2011.
273. ↑  Ginsberg, Merle (March 20, 2014). "Designer's dish: A Conversation With Donatella Versace". The Hollywood Reporter. Archived from the original on July 20, 2014. Retrieved June 24, 2014.
274. ↑  "Larry King Live – Interview with Lady Gaga". CNN. June 1, 2010. Archived from the original on October 17, 2013. Retrieved March 7, 2014.
275. ↑  "TIME 100: Lady Gaga on Her Biggest Influence". Time. Archived from the original on June 27, 2015. Retrieved July 11, 2015.
276. ↑  Bushan, Nyay (October 28, 2011). "Lady Gaga Reveals Love of Books by Indian Philosopher Osho: 'I Am Kind of an Indian Hippie'". The Hollywood Reporter. Archived from the original on October 29, 2017. Retrieved October 29, 2017.
277. ↑  "Lady Gaga liberated through reinvention". The Times of India. September 8, 2011. Archived from the original on February 14, 2016. Retrieved November 27, 2011.
278. ↑  Yarborough, Chuck (May 19, 2014). "Lady Gaga is so unusual – and fun! – in a marathon Quicken Loans Arena dance party (Review)". The Plain Dealer. Archived from the original on May 23, 2014. Retrieved November 29, 2017.
279. ↑  Robin, Iris (November 21, 2013). "Album Review: ARTPOP by Lady Gaga". The Varsity. Archived from the original on October 28, 2017. Retrieved November 29, 2017.
Kristobak, Ryan (May 20, 2014). "Comparing The Top Artists, Past And Present, By Vocal Range". HuffPost. Archived from the original on May 25, 2014. Retrieved May 27, 2014.
280. ↑  Dicker 2017, p. ii.
281. ↑  Sciarretto, Amy (October 21, 2010). "Lady Gaga Doesn't Lip Sync". ArtistDirect. Archived from the original on February 1, 2011. Retrieved November 27, 2011.
282. ↑  Copsey, Robert (February 10, 2011). "Lady GaGa announces next single title". Digital Spy. Archived from the original on December 12, 2015. Retrieved November 27, 2011.
283. ↑  Blauvelt, Christian (February 23, 2011). "Lady Gaga talks early struggles, denies lip-synching, shouts-out Liza Minnelli and Marisa Tomei at Madison Square Garden". Entertainment Weekly. Archived from the original on March 23, 2015. Retrieved November 27, 2011.
284. ↑  Paglia, Camille (September 12, 2010). "Lady Gaga and the death of sex". The Sunday Times. Archived from the original on October 16, 2010.
285. ↑  Sawdey, Evan (January 12, 2009). "Lady GaGa The Fame". PopMatters. Archived from the original on October 27, 2013. Retrieved April 30, 2009.
286. ↑  Love, Ryan (March 23, 2011). "Lady GaGa: 'LP shows songwriting ability'". Digital Spy. Archived from the original on December 8, 2015. Retrieved November 27, 2011.
287. ↑  Reynolds, Simon (January 22, 2010). "The 1980s revival that lasted an entire decade". The Guardian. Archived from the original on August 2, 2011. Retrieved January 22, 2010.
288. ↑  "Happening Wednesday: Lady Gaga, Warped Tour and more". Los Angeles Times. August 11, 2010. Archived from the original on July 14, 2014. Retrieved July 10, 2014.

Harrington, Jim (March 16, 2009). "Review: Lady Gaga delivers crazy dance-pop show". San Jose Mercury News. Archived from the original on March 16, 2014. Retrieved July 10, 2014.

Petridis, Alexis (January 3, 2009). "Lady Gaga: The Fame". The Guardian. Archived from the original on September 22, 2013. Retrieved May 6, 2010.
289. ↑  "Lady Gaga: Album Guide". Rolling Stone. Archived from the original on November 27, 2013. Retrieved November 7, 2017.
290. ↑  Sheffield, Rob (May 20, 2011). "Lady Gaga, 'Born This Way'". Rolling Stone. Archived from the original on November 27, 2013.
291. ↑  Perpetua, Matthew (March 23, 2011). "Lady Gaga Says She Loves Springsteen, Won't Do Reality TV". Rolling Stone. Archived from the original on August 30, 2013. Retrieved October 29, 2017.
292. ↑  Barker, Andrew (November 14, 2013). "Album Review: Lady Gaga, 'Artpop'". Variety. Archived from the original on February 1, 2017. Retrieved June 20, 2017.
293. ↑  Lipshutz, Jason (November 5, 2013). "Lady Gaga, 'ARTPOP': Track-By-Track Review". Billboard. Archived from the original on November 17, 2013. Retrieved June 20, 2017.
294. ↑  Clark, Philip (October 27, 2014). "Why pop-turned-jazz stars just ain't got that swing". The Guardian. Archived from the original on May 4, 2015. Retrieved May 4, 2015.
295. ↑  Schnurr, Samantha (October 21, 2016). "Heartbreak, Loss, Lust and Illusion: Decoding Lady Gaga's Emotional Lyrics From Joanne". E! News. Archived from the original on February 9, 2017. Retrieved November 7, 2017.
296. ↑  Bliss, Karen (September 10, 2018). "Lady Gaga Praises 'A Star Is Born' Co-Star Bradley Cooper's Talents at Toronto Premiere: 'He Sings From His Soul'". Billboard. Archived from the original on September 11, 2018. Retrieved October 18, 2018.
297. ↑  Shafer, Ellise (May 21, 2020). "Lady Gaga Talks Mental Health, Mentoring Ariana Grande and Making 'Chromatica' in Zane Lowe Interview". Variety. Archived from the original on June 5, 2020. Retrieved June 13, 2020.
298. ↑  Gray II 2012, p. 96; 183.
299. ↑  GWR 2014, p. 172.
300. ↑  Smith, Emily Esfahani (April 7, 2010). "The Pop Singer as Ultimate Predator". The Wall Street Journal. Archived from the original on December 25, 2014. Retrieved February 4, 2012.
301. ↑  "The 100 Greatest Music Video Artists of All Time: Staff List". Billboard. August 27, 2020. Archived from the original on August 27, 2020. Retrieved August 28, 2020.
302. ↑  Parvis 2010, p. 61.
303. ↑  Allison & Goethals 2013, p. 31.
304. ↑  Vena, Jocelyn (September 13, 2009). "Lady Gaga Lets It Bleed During Eye-Popping VMA Performance". MTV News. Archived from the original on July 15, 2014. Retrieved June 18, 2010.
305. ↑  Roberts, Sorya (June 3, 2010). "Fans protest Lady Gaga's blood-spattered Monster Ball show in England after shooting spree". Daily News. New York. Archived from the original on October 24, 2012. Retrieved June 23, 2010.
306. ↑  Dinh, James (September 28, 2011). "Lady Gaga Bends Gender, Minds With VMA Monologue". MTV News. Archived from the original on August 26, 2014. Retrieved September 28, 2011.
307. ↑  Kennedy, Gerrick (November 14, 2011). "Lady Gaga dismisses longtime creative director Laurieann Gibson". Los Angeles Times. Archived from the original on November 17, 2011. Retrieved November 15, 2011.
308. ↑  Schiller, Rebecca (October 10, 2018). "Every Lady Gaga Music Video From 2008 to Today: Watch Her Evolution". Billboard. Archived from the original on February 2, 2019. Retrieved January 31, 2019.
309. ↑  Lipshutz, Jason (December 9, 2010). "Lady Gaga's 8 Wax Figures Unveiled at Madame Tussauds". Billboard. Archived from the original on April 22, 2017. Retrieved May 16, 2017.
310. ↑  "Lady Gaga and the sociology of fame: college course". The Independent. November 17, 2010. Archived from the original on June 19, 2017. Retrieved May 22, 2017.
311. ↑  Dwyer, Devin (October 3, 2011). "President Obama Calls Lady Gaga 'A Little Intimidating'". ABC News. Archived from the original on October 2, 2011. Retrieved October 2, 2011.
312. ↑  Walters, Barbara (December 30, 2009). "Lady Gaga: 'I Love Androgyny'". ABC News. Archived from the original on February 20, 2010. Retrieved May 3, 2010.
313. ↑  Fynes-Clinton, Jane (September 15, 2010). "Gaga's gagging grab for attention". The Courier-Mail. Archived from the original on February 11, 2017. Retrieved July 12, 2017.
314. ↑  Silva, Horatio (March 4, 2010). "The World According to Gaga". The New York Times. Archived from the original on May 13, 2010. Retrieved April 25, 2010.
315. ↑  Geier, Thom (December 11, 2009). "The 100 Greatest Movies.. Trends That Entertained Us Over The Past 10 Years". Entertainment Weekly. Vol. 1079/1080, no. 74. p. 84. ISSN 1049-0434.
316. ↑  Molanphy, Chris (June 29, 2011). "Introducing the Queen of Pop". Rolling Stone. Archived from the original on November 26, 2011. Retrieved November 27, 2011.
317. ↑  "The 100 Greatest Women In Music". VH1. February 13, 2012. Archived from the original on July 4, 2017. Retrieved June 20, 2017.
318. ↑  "Those Elevated Ones. From the Pharaoh to Lady Gaga". The Warsaw Voice. Archived from the original on July 5, 2017. Retrieved February 19, 2018.
319. ↑  Moré, María Elena (November 13, 2010). "The Gaga Effect..." More Than Branding. Archived from the original on February 16, 2016. Retrieved February 12, 2016.
320. ↑  Marsico 2012, p. 77–78.
321. ↑  Graddon, Frankie (September 15, 2020). "Raising the steaks: The impact of Lady Gaga's meat dress 10 years on". The Independent. Archived from the original on October 2, 2020. Retrieved October 2, 2020.
322. ↑  "100 Best Debut Albums of All Time". Rolling Stone. March 22, 2013. Archived from the original on April 21, 2017. Retrieved May 22, 2017.
323. ↑  Johnson, Kevin C. (January 31, 2013). "Lady Gaga helps bring EDM to the masses". St. Louis Post-Dispatch. Archived from the original on August 27, 2014. Retrieved February 12, 2016.
Vena, Jocelyn (December 12, 2011). "Did Lady Gaga Spark EDM Explosion?". MTV News. Archived from the original on March 10, 2016. Retrieved February 12, 2016.
Bogart, Jonathan (July 10, 2012). "Buy the Hype: Why Electronic Dance Music Really Could Be the New Rock". The Atlantic. Archived from the original on February 17, 2016. Retrieved February 12, 2016.
324. ↑  Respers France, Lisa (January 20, 2011). "Lady Gaga's monster influence". CNN. Archived from the original on August 5, 2016. Retrieved February 12, 2016.
325. ↑  Sanneh, Kelefa (September 28, 2015). "Pop for Misfits". The New Yorker. Archived from the original on August 12, 2016. Retrieved September 5, 2016.
326. ↑  Sheffield, Rob (June 23, 2012). "Women Who Rock: The 50 Greatest Albums of All Time". Rolling Stone. Archived from the original on August 3, 2017. Retrieved July 15, 2017.
327. ↑  D'Addario, Daniel (February 23, 2015). "Lady Gaga's Oscar Performance Could Redefine Her Career". Time. Archived from the original on February 7, 2017. Retrieved February 9, 2017.
328. ↑  Vena, Jocelyn (April 2, 2010). "Miley Cyrus Says Next Album Has A 'Techno Vibe'". MTV News. Archived from the original on March 7, 2016. Retrieved February 18, 2016.
329. ↑  Ziegbe, Mawuse (October 29, 2010). "Nicki Minaj Open To Lady Gaga Collaboration". MTV News. Archived from the original on March 28, 2016. Retrieved February 22, 2016.
330. ↑  Still, Jennifer (May 13, 2011). "Ellie Goulding: "I'm influenced by everyone"". Digital Spy. Archived from the original on April 4, 2016. Retrieved March 23, 2016.
331. ↑  Redfearn, Dominique (October 18, 2016). "Watch Halsey Geek Out to Lady Gaga Tweeting Her". Billboard. Archived from the original on October 22, 2016. Retrieved October 25, 2016.
332. ↑  Eames, Tom (June 16, 2011). "Jennifer Lopez: 'Lady GaGa inspires me'". Digital Spy. Retrieved February 2, 2020.
333. ↑  Hailey, Jonathan (February 5, 2016). "Nick Jonas Talks Lady Gaga Inspiration and New Album". Radio.com. Archived from the original on February 10, 2016. Retrieved February 12, 2016.
334. ↑  Doyle, Patrick (February 2, 2015). "Lady Gaga's Advice to Sam Smith: 'Suffer for Your Art'". Rolling Stone. Archived from the original on April 28, 2017. Retrieved November 21, 2017.
335. ↑  Spanos, Brittany (December 14, 2016). "Noah Cyrus on What Miley Taught Her, Emotional Debut Single". Rolling Stone. Archived from the original on December 14, 2016. Retrieved December 14, 2016.
336. ↑  Highfill, Samantha (April 3, 2017). "13 Reasons Why: Get to know series star Katherine Langford". Entertainment Weekly. Archived from the original on April 15, 2017. Retrieved April 11, 2017.
337. ↑  Moreno, Chino (January 25, 2010). "MGMT's new album influenced by Lady Gaga and Kanye West". NME. Archived from the original on March 4, 2016. Retrieved February 18, 2016.
338. ↑  St. Amand, Jason. "Allie X Puts the 'X' in Your Music #Xperience". Edge Media Network. Retrieved May 24, 2017.
339. ↑  Moreno, Chino (July 26, 2010). "Lady Gaga Devotee Greyson Chance Finally Meets His 'Paparazzi' Idol". AccessOnline. Archived from the original on March 4, 2016. Retrieved December 18, 2018.
340. ↑  Tuccillo, Andrea (May 15, 2019). "Taylor Swift names the singer she wants to model her career after". Good Morning America. Retrieved September 19, 2020.
341. ↑  Nelson, Jeff (April 11, 2018). "Cardi B Covered Lady Gaga's 'Bad Romance' in High School — and Mother Monster Is a Fan!". People (magazine). Retrieved September 18, 2020.
342. ↑  Min, Lio (April 22, 2020). "Rina Sawayama break through the simulation". Nylon. Retrieved September 18, 2020.
343. ↑  Feeney, Nolan (September 17, 2020). "What Lady Gaga Taught Blackpink About Being Pop Stars". Billboard (magazine). Retrieved September 17, 2020.
344. ↑  Fay-Wei Li; Kathleen M. Pryer; Michael D. Windham (2012). "Gaga, a new fern genus segregated from Cheilanthes (Pteridaceae)" (PDF). Systematic Botany. 37 (4): 845–860. doi:10.1600/036364412X656626. hdl:10161/5988. ISSN 0363-6445. S2CID 6871286. Archived from the original (PDF) on 27 September 2019. Retrieved 24 January 2021.
345. ↑  Andrew, Scottie (March 11, 2020). "There's a new insect named for Lady Gaga, and it's every bit as otherworldly as the pop diva". CNN. Retrieved April 17, 2020.
346. ↑  Stucky, Richard K.; Covert, Herbert H. (2014). "A new genus and species of early Eocene (Ypresian) Artiodactyla (Mammalia), Gagadon minimonstrum, from Bitter Creek, Wyoming, U.S.A." Journal of Vertebrate Paleontology. 34 (3): 731–736. doi:10.1080/02724634.2013.827580.
347. ↑  Wheeler, Quentin D. (September 16, 2012). "New to Nature No 84: Aleiodes gaga". The Guardian. Archived from the original on December 16, 2013. Retrieved July 21, 2013.
348. ↑  Areekul Butcher, Buntika; Smith, M. Alex; Sharkey, Mike J.; Quicke, Donald L.J. (2012). "A turbo-taxonomic study of Thai Aleiodes (Aleiodes) and Aleiodes (Arcaleiodes)(Hymenoptera: Braconidae: Rogadinae) based largely on COI barcoded specimens, with rapid descriptions of 179 new species" (PDF). Zootaxa. 3457: 1–232. Archived (PDF) from the original on August 26, 2014.
349. ↑  Singh, Anita (February 16, 2010). "Brit Awards 2010: Lady Gaga wins a hat-trick of prizes". The Daily Telegraph. Archived from the original on April 28, 2016. Retrieved April 18, 2016.
350. ↑  "Sophia Loren, Lady Gaga, Herbie Hancock, Joan and Irwin Jacobs, Alice Walton, Maria Bell to Be Honored on October 19th". Americans for the Arts. October 6, 2015. Archived from the original on October 25, 2015. Retrieved October 7, 2015.
351. ↑  "Lady Gaga Honored As Style Icon at CFDA Awards". Billboard. June 7, 2011. Archived from the original on July 1, 2013. Retrieved December 15, 2015.
352. ↑  "Person of the Year: The Finalists". The Advocate. November 11, 2016. Archived from the original on December 20, 2016. Retrieved December 15, 2016.
353. ↑  "Lady Gaga Becomes First Woman In History To Win An Oscar, Grammy, BAFTA & Golden Globe In Same Year". Capital FM. February 25, 2019. Archived from the original on April 17, 2020. Retrieved April 17, 2020.
354. ↑  Kelton, Sam (February 20, 2014). "Lady Gaga and Robbie Williams leave Adelaide off Australian tour itineraries". The Advertiser of Adelaide. Retrieved October 12, 2015.
355. ↑  Sun, Rebecca (January 12, 2016). "Lady Gaga Exits WME for CAA". Billboard. Archived from the original on January 14, 2016. Retrieved February 27, 2016.
356. ↑  Frankenberg, Eric (February 27, 2019). "Lady Gaga's Touring Earnings Pass Half-Billion Mark as 'Enigma' Grosses Roll in". Billboard. Archived from the original on February 27, 2019. Retrieved February 28, 2019.
357. ↑  Caulfield, Keith (September 12, 2010). "Lady Gaga Is Billboard's 2010 Artist of the Year, Ke$ha Takes Top New Act". Billboard. Archived from the original on July 16, 2015. Retrieved July 11, 2015.
358. ↑  "Top Artists – Decade-End". Billboard. Archived from the original on November 14, 2019. Retrieved June 17, 2020.
359. ↑  "Top Artists (Digital Singles)". Recording Industry Association of America. Archived from the original on January 21, 2021. Retrieved January 21, 2021.
360. ↑  "Lady Gaga Becomes RIAA's First Female Digital Diamond Award Recipient". Recording Industry Association of America. May 15, 2014. Archived from the original on January 27, 2016. Retrieved March 7, 2015.
361. ↑  Lynch, Joe (December 1, 2015). "Lady Gaga Earns Her Second Diamond Single". Billboard. Archived from the original on February 24, 2017. Retrieved November 1, 2017.
362. ↑  Trust, Gary (October 2, 2017). "Ask Billboard: Lady Gaga First Artist With Two 7-Million-Selling Downloads". Billboard. Archived from the original on October 4, 2015. Retrieved December 14, 2015.